# Candidature alla lista dei patrimoni dell'umanità
Affinché un sito possa essere inserito all'interno dell'elenco del patrimonio mondiale dell'umanità, si deve seguire un lungo iter che inizia con la redazione della cosiddetta tentative list: ogni stato redige una lista contenente i siti che vuole candidare a patrimonio. Un sito che non sia presente in questa lista non verrà nemmeno preso in considerazione durante gli annuali incontri del Comitato del patrimonio mondiale dell'UNESCO. L'UNESCO chiede agli stati membri di rivedere le loro tentative list almeno una volta ogni dieci anni, in modo da mantenerle aggiornate.
Successivamente ogni stato sceglie quali di questi luoghi inserire nella lista di nomina, da cui l'annuale riunione del Comitato sceglierà i siti che entreranno a far parte dei Patrimoni dell'Umanità, secondo i criteri stabiliti nella Convenzione sul patrimonio dell'umanità. Ogni sito dichiarato Patrimonio dell'Umanità viene automaticamente cancellato dalla tentative list.

## Lista delle candidature per nazione[2]

### A

#### Afghanistan

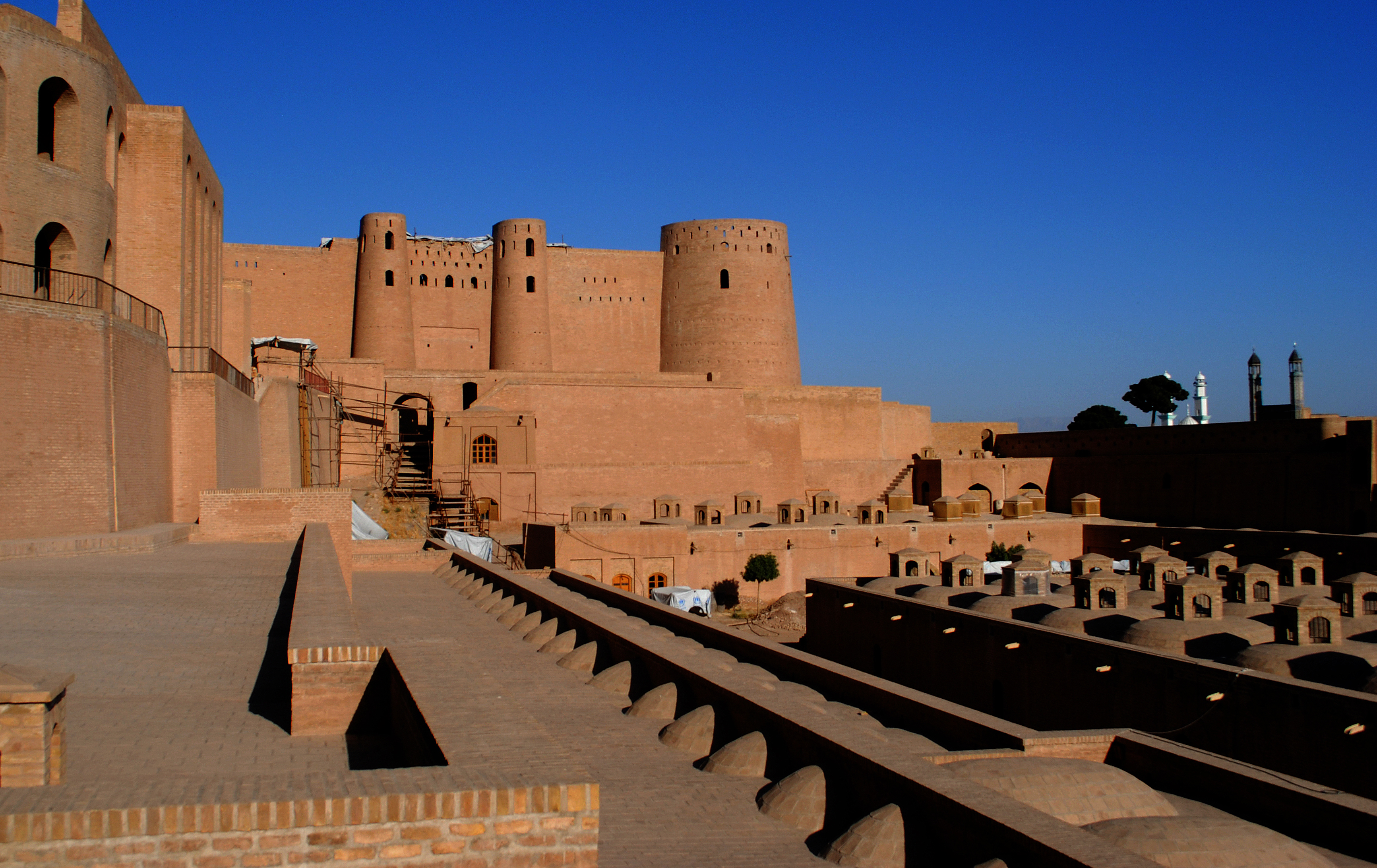
La Cittadella di Herat.

1. Parco nazionale Band-e Amir (08/09/2004)[3]
2. Città di Balkh (antica Bactra) (17/08/2004)[3]
3. Città di Herat (17/08/2004)[3]
4. Bagh-e Babur (02/11/2009)[3]

#### Albania
1. Anfiteatro romano di Durazzo (11/10/1996)[4]
2. Tombe reali di Selcë e Poshtme (11/10/1996)[4]
3. L'antica città di Apollonia (03/04/2014)[4]
4. Castello di Bashtovë (22/05/2017)[4]

#### Algeria

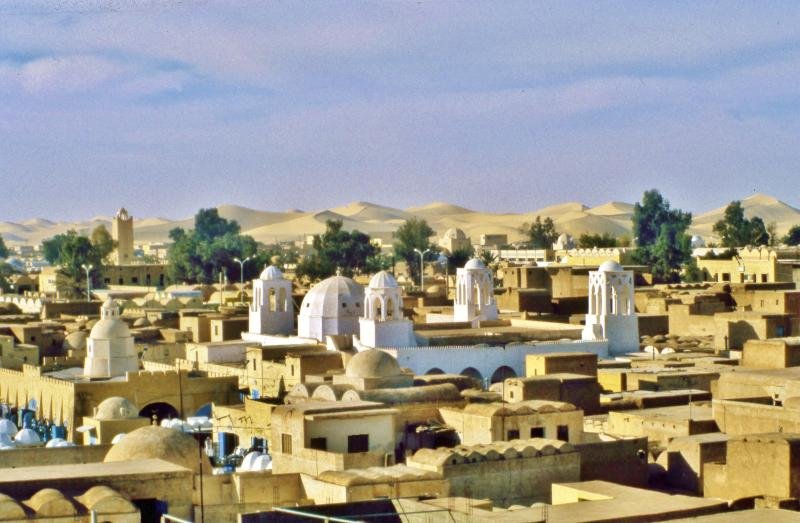
El Oued.

1. Mausolei reali di Numidia, della Mauritania e monumenti funerari preislamici (30/12/2002)[5]
2. Oasi a foggara e ksar del Grande Erg Occidentale (30/12/2002)[5]
3. Nedroma e i Trara (30/12/2002)[5]
4. El Oued (30/12/2002)[5]
5. Parco degli Aurès con gli stanziamenti delle oasi delle gole di Rhoufi e di El Kantara (30/12/2002)[5]
6. Siti, luoghi e itinerari augustiniani del Maghreb centrale (anticamente Hippona, oggi Annaba), Calama (Guelma), Thibilis (Announa), Thubursicu Numidarum (Khamissa), Madaura (M’daourouch), Thagaste (Souk Ahras), Castellum Tidditanorum (Tiddis), Thagura (Taoura o Tagura), Milev (Mila), Sitifis (Sétif), Caesarea (Cherchel), Cartenae (Ténès), Theveste (Tébessa) e Tubunae (Tobna) (30/12/2002)[5]

#### Andorra
1. Prove materiali della costruzione dello Stato dei Pirenei: il Co-Principato di Andorra (28/01/2021)[6]

#### Angola
1. Santuario di Nostra Signora di Muxima (22/11/1996)[7]
2. Chiesa di Nostra Signora della Vittoria (22/11/1996)[7]
3. Chiesa di Nostra Signora del Rosario (22/11/1996)[7]
4. Fortezza di Kambambe (22/11/1996)[7]
5. Fortezza di Massanganu (22/11/1996)[7]>
6. Fortezza di Muxima (22/11/1996)[7]
7. Fortezza di São Francisco do Penedo (22/11/1996)[7]
8. Fortezza di San Michele (22/11/1996)[7]
9. Fortezza di São Pedro da Barra (22/11/1996)[7]
10. Fortino di Kikombo (22/11/1996)[7]
11. Corredor do Kwanza - paesaggio culturale (09/05/2017)[7]
12. Sito archeologico di Tchitundo-Hulu (09/05/2017)[7]
13. Kuito Kuanavale, sito di liberazione e indipendenza (09/05/2017)[7]

#### Argentina
1. Valle Calchaquí (15/11/2001)[8]
2. Parco nazionale della Sierra de las Quijadas (24/02/2005)[8]
3. Campi vulcanici di Llancanelo e Payun Matru, nella Riserva provinciale La Payunia (18/04/2011)[8]
4. Riserva provinciale geologica paleontologica e archeologica di Pehuen - Monte Hermoso (17/01/2014)[8]
5. Moisés Ville (29/06/2015)[8]
6. Museo del sito ESMA - ex-centro di detenzione, tortura e sterminio (25/04/2017)[8]
7. Tigre e le sue società di canottaggio (08/06/2017)[8]
8. Buenos Aires – La Plata: due capitali della Cultura della Modernità, dell'Eclettismo e dell'Immigrazione (31/01/2018)[8]
9. Cueva de las Manos e siti associati del bacino del fiume Pinturas (31/01/2018)[8]
10. Itinerari sanmartiniani (01/02/2019)[8]

#### Armenia

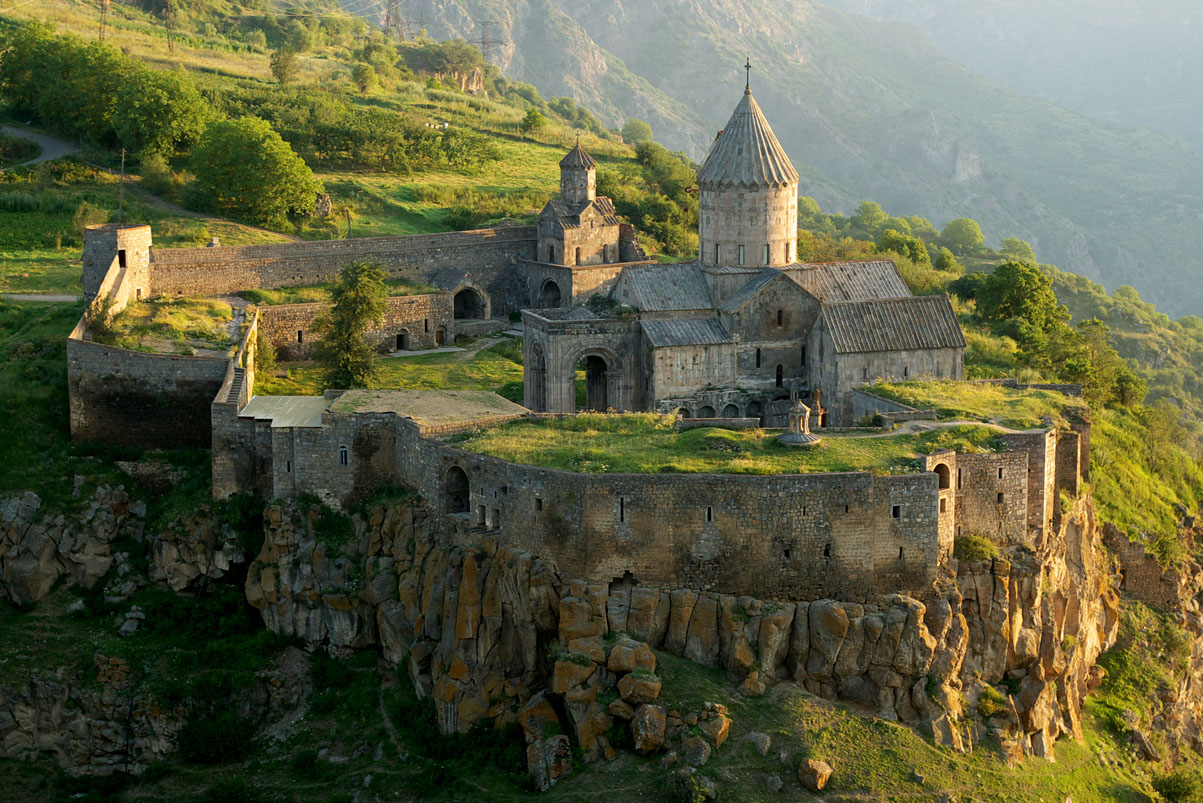
Il Monastero di Tatev.

1. Basilica e sito archeologico di Yererouk (25/08/1995)[9]
2. Monasteri di Tatev e Tatevi Anapat e adiacenti aree della valle del Vorotan (25/08/1995)[9]
3. Sito archeologico della città di Dvin (25/08/1995)[9]
4. Monasteri di Noravank e l'alta valle dell'Amaghu (25/08/1995)[9]

#### Australia
1. Patrimonio di Great Sandy (estensione dell'esistente sito dell'Isola di Fraser) (04/01/2010)[10]
2. Le foreste pluviali di Gondwana (estensione del sito già esistente) (07/05/2010)[10]
3. Patrimonio culturale Murujuga (23/01/2020)[10]
4. Flinders Ranges (15/04/2021)[10]

#### Austria

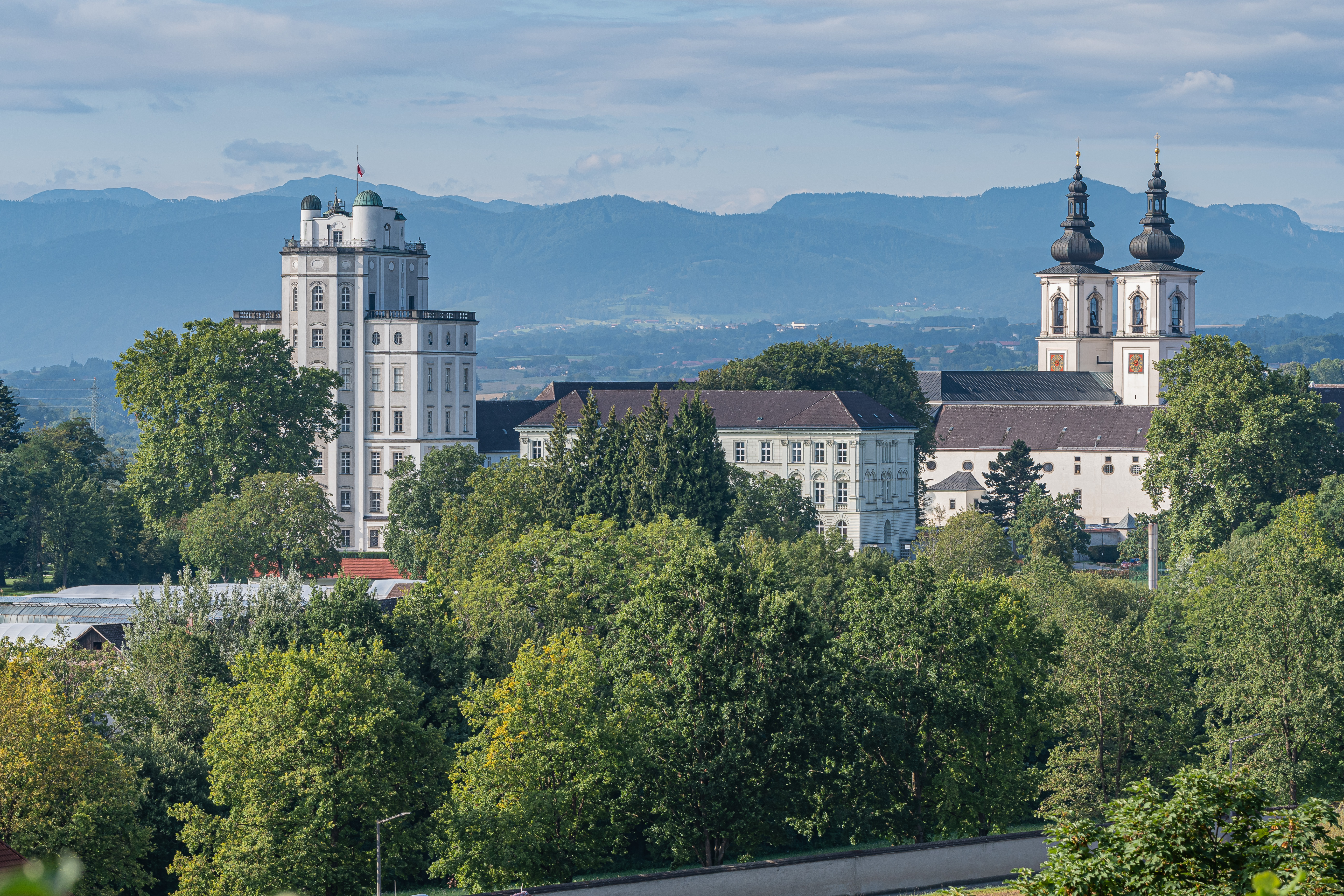
L'Abbazia di Kremsmünster.

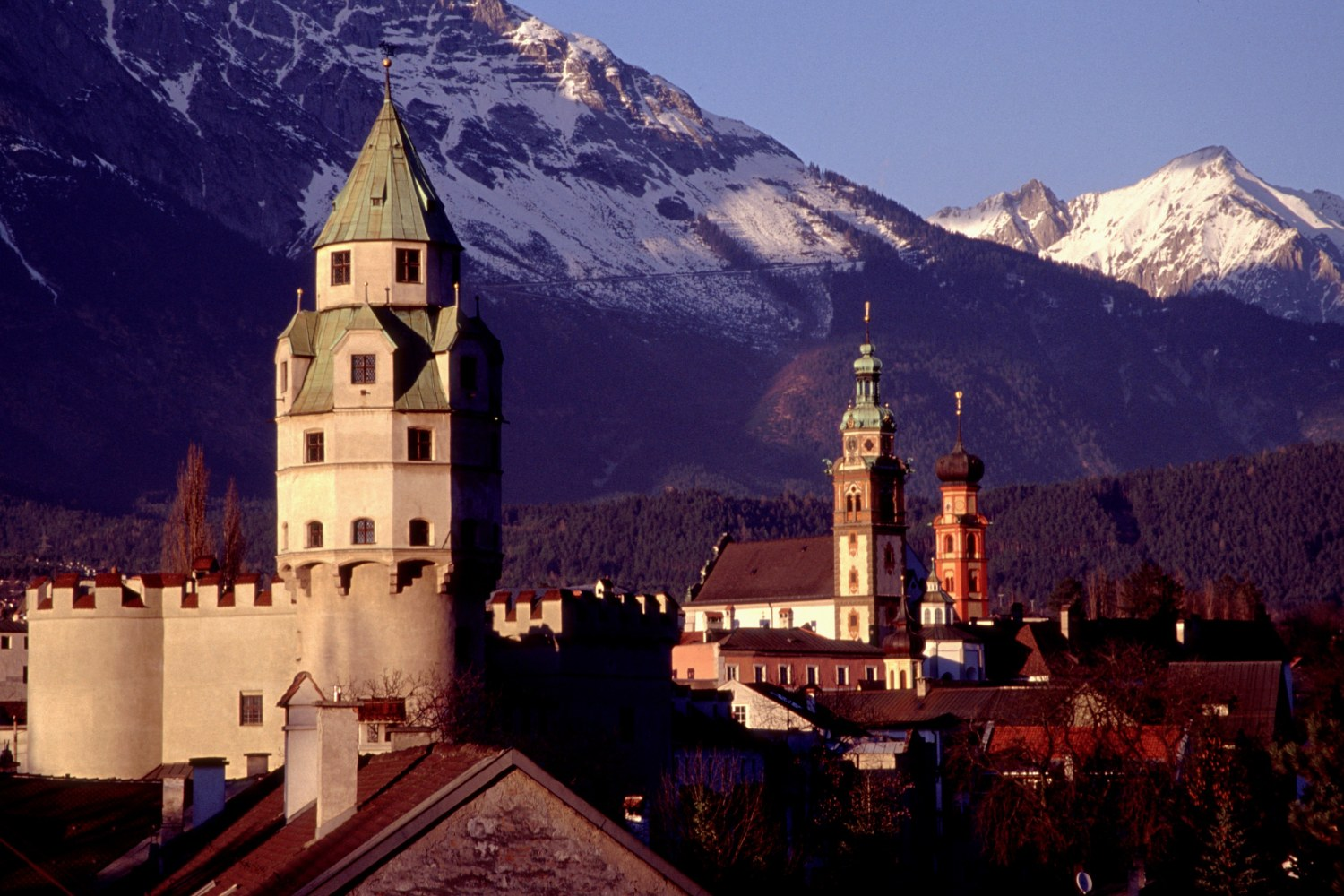
Hall in Tirol.

1. Abbazia di Heiligenkreuz (01/08/1994)[11]
2. Abbazia di Kremsmünster (01/08/1994)[11]
3. Bregenzerwald (Foresta di Bregenz) (01/08/1994)[11]
4. Castello di Hochosterwitz (01/08/1994)[11]
5. Cattedrale di Gurk (01/08/1994)[11]
6. Strada ferrata di Erzberg e antica città di Steyr (23/01/2002)[11]
7. Panorama culturale di "Innsbruck-Nordkette/Karwendel" (23/01/2002)[11]
8. Parco nazionale Alti Tauri (11/02/2003)[11]
9. Frontiere dell'Impero romano: il Limes danubiano in Austria (09/02/2015)[11]
10. Zecca di Hall in Tirol (01/02/2013)[11]
11. Großglockner High Alpine Road / Großglockner Hochalpenstraße (12/01/2016)[11]

#### Azerbaigian
1. Cono di fango "Lok-Batan" (30/09/1998)[12]
2. Atashgyakh, il tempio del fuoco di Surakhany (30/09/1998)[12]
3. Deposito di flora e fauna quaternaria del Distretto di Binagadi" (30/09/1998)[12]
4. Mausoleo di Naxçıvan (30/09/1998)[12]
5. Montagna "Piano di Baku" (30/09/1998)[12]
6. Costruzioni difensive sulle spiagge del Mar Caspio (24/10/2001)[12]
7. Riserva storica e architettonica di Ordubad (24/10/2001)[12]
8. Riserva storica e culturale di Shusha (24/10/2001)[12]
9. Khinalug - villaggio montuoso medievale (15/06/2020)[12]
10. Parco nazionale di Hirkan (26/10/2020)[12]

### B

#### Bahamas
1. Fari storici delle Bahamas (09/11/2015)[13]
2. Parco Nazionale Inagua (09/11/2015)[13]

#### Bahrein
1. Tumuli della città di Madinat Hamad (25/09/2001)[14]
2. Parco del patrimonio di Saar (25/09/2001)[14]
3. Riserva delle isole Hawar (07/11/2001)[14]
4. Tempio di Barbar (25/09/2001)[14]
5. Manama, Città del Commercio, del Multiculturalismo e della Coesistenza Religiosa (20/07/2018)[14]
6. Insediamento petrolifero di Awali (04/03/2019)[14]

#### Bangladesh
1. Forte Lalbagh (17/02/1999)[15]

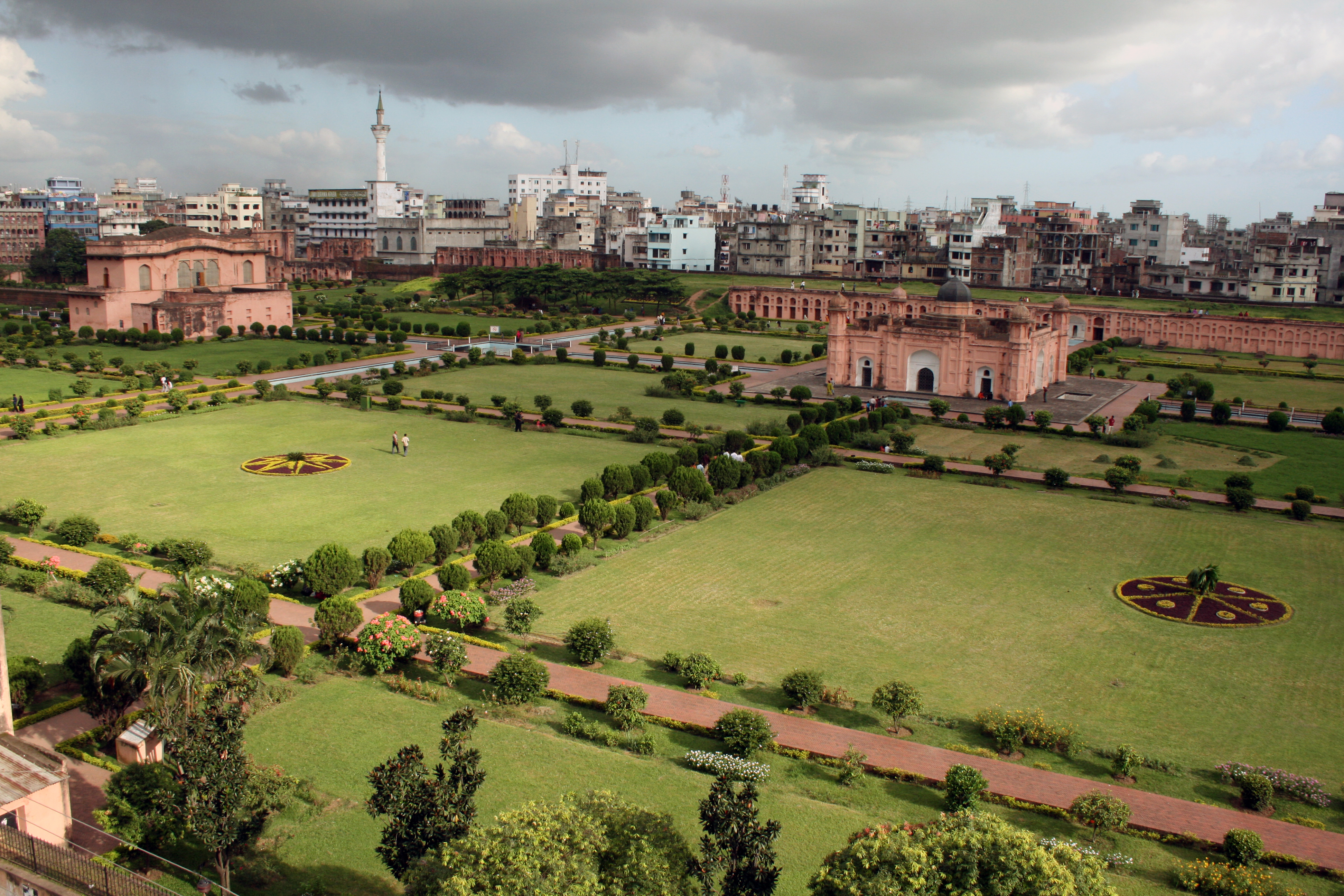
Il Forte Lalbagh.

2. Gruppo di monumenti di Lalmai-Mainamati (17/02/1999)[15]
3. Halud Vihara (17/02/1999)[15]
4. Jaggadala Vihara (17/02/1999)[15]
5. Mahansthangarh e i suoi dintorni (17/02/1999)[15]

#### Barbados
1. Lo Scotland District (18/01/2005)[16]
2. L'eredità industriale di Barbados: storia dello zucchero e del rum (18/01/2005)[16]

#### Belgio

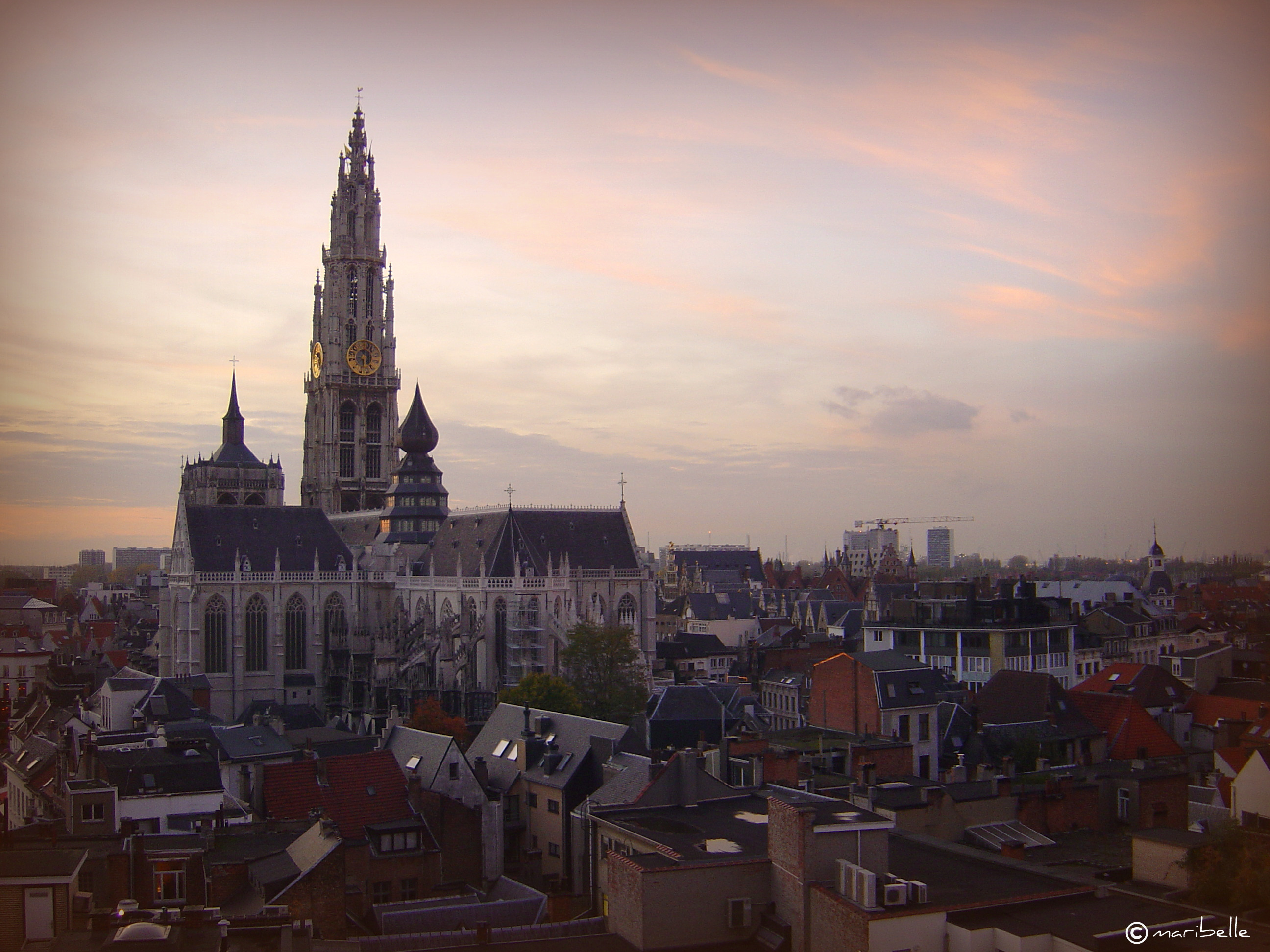
Veduta del centro storico di Anversa.

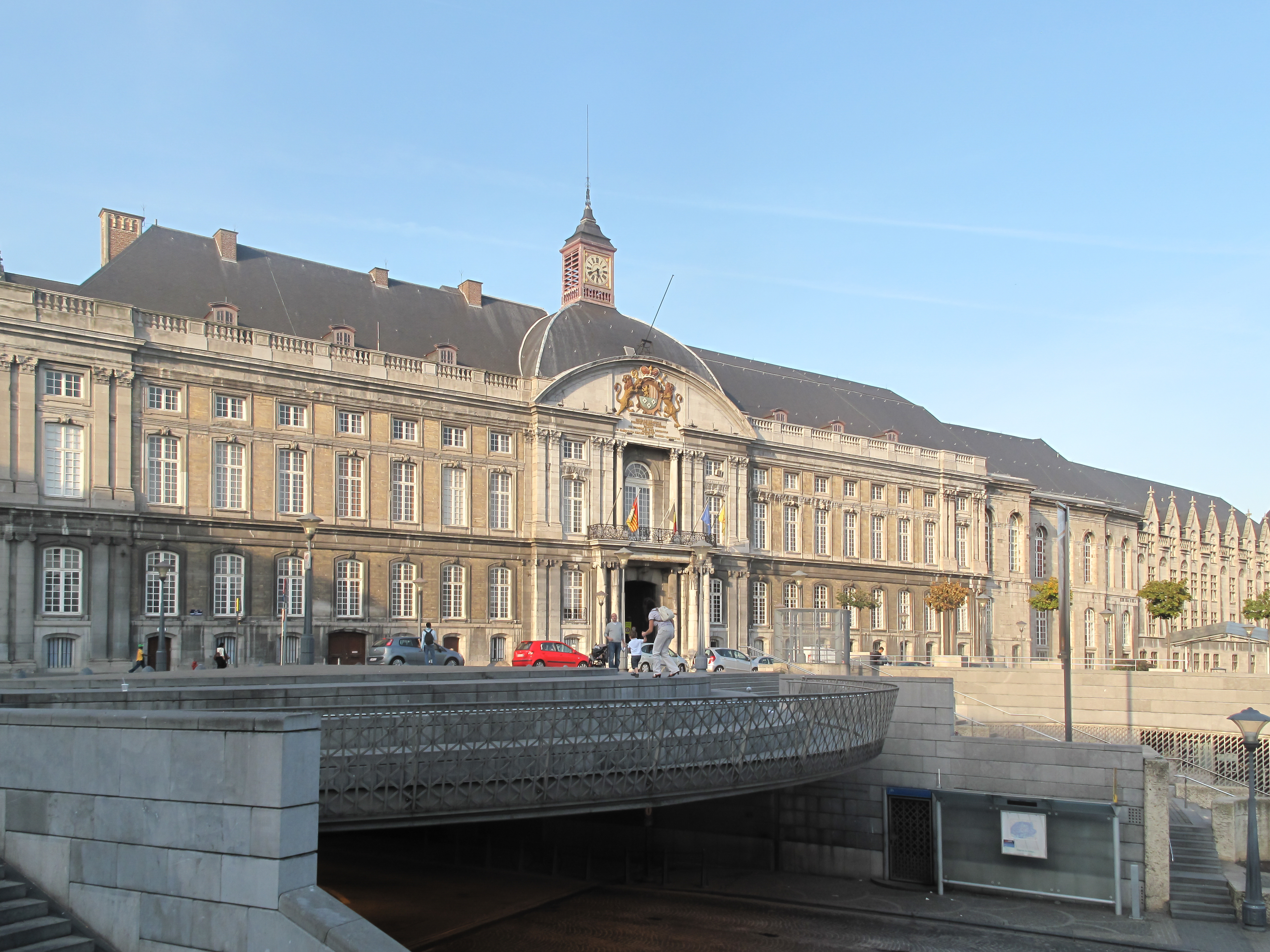
Il Palazzo dei Principi-Vescovi di Liegi.

1. Nucleo storico di Anversa, dalla Schelda ai vecchi bastioni del 1250 circa (02/04/2002)[17]
2. Nucleo storico medievale o la 'Cuve' di Gand, e le due abbazie che ne sono all'origine (02/04/2002)[17]
3. Lovanio, complessi universitari, l'eredità di sei secoli nel centro storico (02/04/2002)[17]
4. Campo della battaglia di Waterloo, la fine dell'epopea napoleonica (08/04/2008)[17]
5. Il panorama della Battaglia di Waterloo, esempio particolarmente significativo del "Fenomeno dei Panorami" (08/04/2008)[17]
6. Il tronco Bavay-Tongres della strada romana Boulogne-Colonia situata sul territorio della Vallonia (08/04/2008)[17]
7. Le cittadelle della Mosa (08/04/2008)[17]
8. L'opera architettonica di Henry van de Velde (08/04/2008)[17]
9. Paesaggi di Bruxelles / Le Gallerie Reali Saint-Hubert (08/04/2008)[17]
10. Palazzo dei Principi-Vescovi di Liegi (08/04/2008)[17]
11. Palazzo di Giustizia di Bruxelles (08/04/2008)[17]
12. Altopiano di Hautes Fagnes (08/04/2008)[17]
13. Parco nazionale dell'alta Campine, paesaggio di transizione industriale (25/05/2011)[17]
14. Siti funebri e memoriali della Prima Guerra Mondiale (Front Ouest) (14/04/2014)[17]
15. I siti fossili di Neanderthal della Vallonia (03/04/2019)[17]
16. Ospedale Notre-Dame à la Rose di Lessines (03/04/2019)[17]

#### Benin
1. Città di Porto-Novo: quartieri antichi e palazzo reale (31/10/1996)[18]
2. Parco nazionale W (estensione transfrontaliera con il Burkina Faso di un patrimonio dell'umanità esistente in Niger) (31/10/1996)[18]
3. Villaggio sotterraneo di Agongointo-Zoungoudo (19/06/1998)[18]
4. Bassa valle dell’Ouémé e i suoi siti lacustri (16/06/2020)[18]
5. Koutammakou, la terra dei Batammariba (estensione) (16/06/2020)[18]
6. Siti principali della rotta degli schiavi (24/02/2021)[18]

#### Bielorussia
1. Architettura sacra lignea (XVII - XVIII secolo) della Polesia (30/01/2004)[19]
2. Canale di Augustów (30/01/2004)[19]
3. Chiesa dei santi Boris e Gleb (Kalozha) a Hrodna (30/01/2004)[19]
4. Chiesa della transfigurazione e Cattedrale di Santa Sofia a Polatsk (30/01/2004)[19]
5. Chiese-fortezze di Bielorussia, Polonia e Lituania (30/01/2004)[19]

#### Birmania

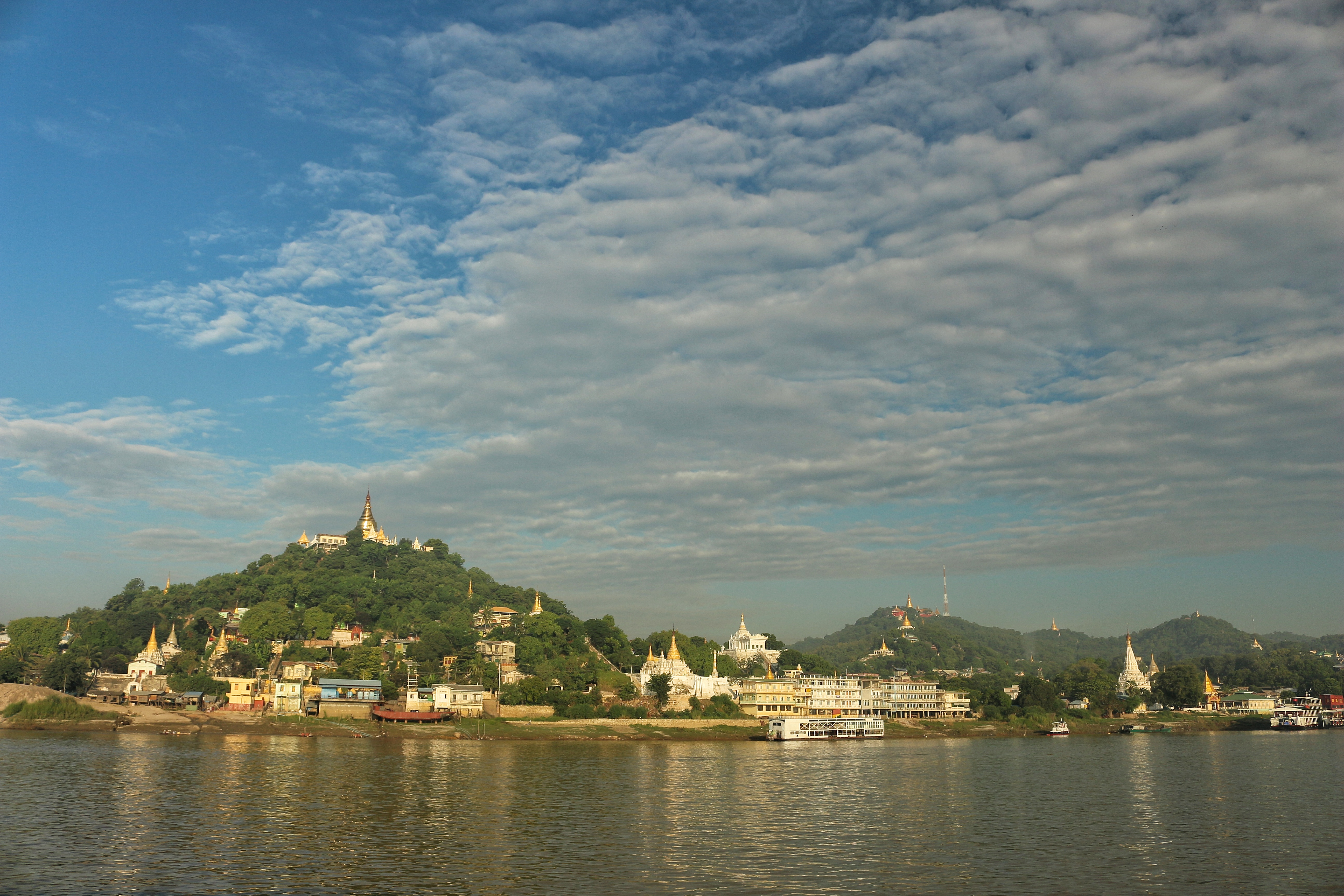
La Collina di Sagaing.

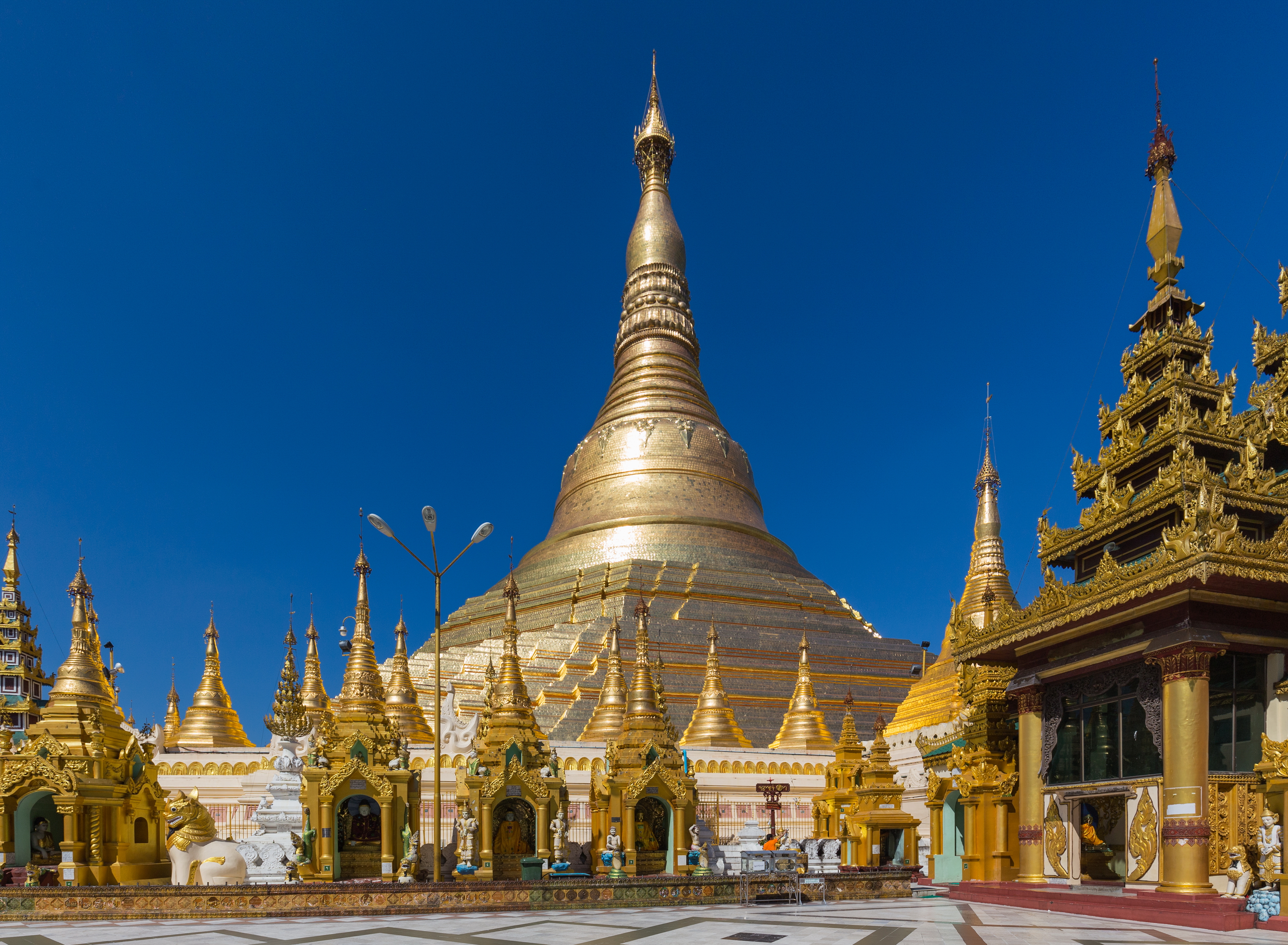
La Pagoda Shwedagon di Yangon.

1. Antiche città del Myanmar settentrionale: Innwa, Amarapura, Sagaing, Mingun, Mandalay (04/10/1996)[20]
2. Caverne di Badah-lin (04/10/1996)[20]
3. Città dello Stato Mon: Pegu, l'anticha Hanthawaddy (04/10/1996)[20]
4. L'area archeologica e i monumenti di Mrauk U (04/10/1996)[20]
5. Lago Inle (04/10/1996)[20]
6. Monasteri in legno del periodo Konbaung: Ohn Don, Sala, Pakhangyi, Pakhannge, Legaing, Sagu, Shwe-Kyaung (Mandalay) (04/10/1996)[20]
7. Percorso del fiume Irrawaddy o Ayeyawady (25/02/2014)[20]
8. Santuario naturale della valle Hukawng (25/02/2014)[20]
9. Santuario della fauna selvatica del lago Indawgyi (25/02/2014)[20]
10. Arcipelago di Mergui chiamato anche di Myeik (25/02/2014)[20]
11. Parco Nazionale Natma Taung (25/02/2014)[20]
12. Complesso delle foreste della Montagna del Nord (25/02/2014)[20]
13. Corridoio ecologico della regione di Taninthayi (25/02/2014)[20]
14. Siti paleontologici dei primati antropoidi di Pondaung (06/12/2018)[20]
15. Pagoda Shwedagon sulla collina di Singuttara di Yangon (06/12/2018)[20]

#### Bhutan

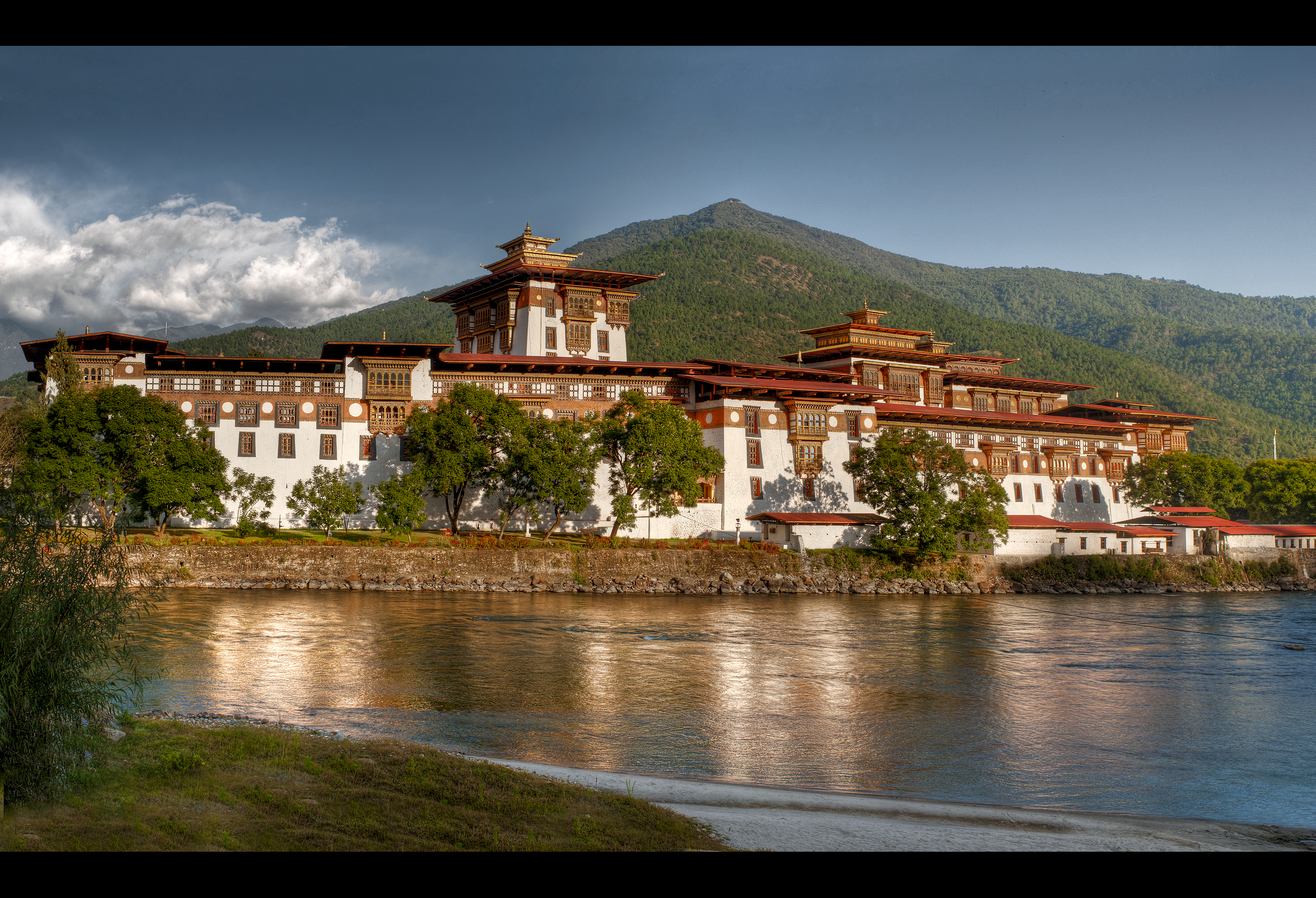
Il Dzong di Punakha.

1. Antiche rovine del Drukgyel Dzong (08/03/2012)[21]
2. Santuario della natura Bumdeling (08/03/2012)[21]
3. Dzong, centri dell'autorità temporale e religiosa: dzong di Punakha, dzong di Wangdue Phodrang, dzong di Paro, dzong di Trongsa e dzong di Dagana (08/03/2012)[21]
4. Parco nazionale di Jigme Dorji (08/03/2012)[21]
5. Parco nazionale Royal Manas (08/03/2012)[21]
6. Siti sacri associati a Phajo Drugom Zhigpo e ai suoi discendenti (08/03/2012)[21]
7. Santuario della natura Sakteng (08/03/2012)[21]
8. Monastero di Tamshing Lhakhang (08/03/2012)[21]

#### Bolivia
1. Cal Orck'o: orme del tempo (01/07/2003)[22]
2. Incallajta, il più grande sito inca nel Qullasuyu (01/07/2003)[22]
3. Parco nazionale Sajama (01/07/2003)[22]
4. Sito industriale di Pulacayo (01/07/2003)[22]
5. Lago Titicaca (01/07/2003)[22]

#### Bosnia ed Erzegovina

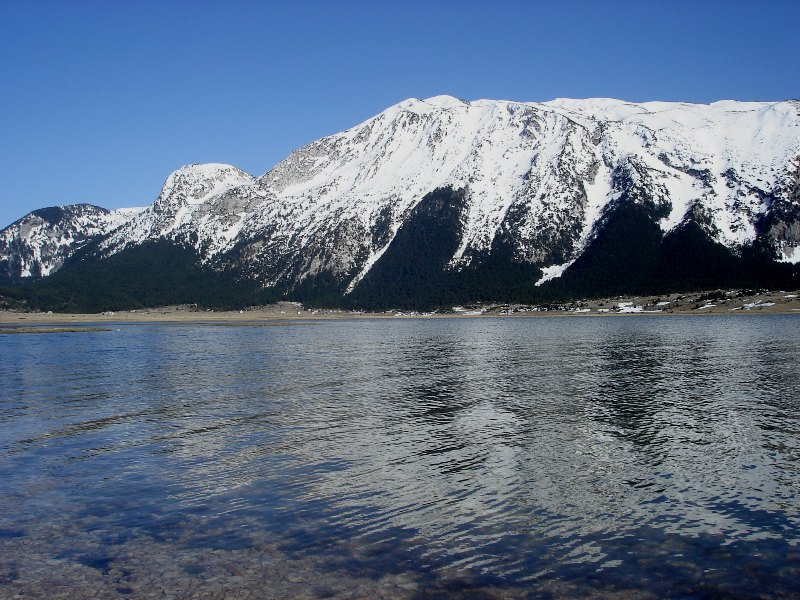
Il Parco naturale di Blidinje.

1. Sarajevo, simbolo unico della multiculturalità universale, perenne città aperta (01/09/1997)[23]
2. Grotta di Vjetrenica (22/11/2004)[23]
3. Complesso naturale e architettonico di Jajce (10/03/2006)[23]
4. Storico sito urbano di Počitelj (02/01/2007)[23]
5. Complesso naturale a architettonico di Blagaj (11/12/2007)[23]
6. Complesso naturale a architettonico di Blidinje (11/12/2007)[23]
7. Complesso naturale a architettonico di Stolac (11/12/2007)[23]
8. Riserva naturale ristretta - Foresta vergine di Perućica (23/05/2017)[23]
9. Cimitero ebraico a Sarajevo (03/04/2018)[23]
10. Foreste primordiali dei faggi dei Carpazi e di altre regioni d'Europa - estensione (31/01/2019)[23]
11. Complesso delle cascate di travertino a Martin Brod - Parco nazionale della Una (10/04/2019)[23]

#### Botswana
1. Insediamenti dell'età del ferro della collina Toutswemogala (21/07/1999)[24]
2. Caverne Gcwihaba (27/05/2010)[24]
3. Riserva faunistica del Kalahari centrale (27/10/2010)[24]
4. Sistema dei fiumi Chobe e Linyanti (27/05/2010)[24]
5. Panorama culturale del Mapungubwe (transfrontaliero con Sudafrica e Zimbabwe) (27/05/2010)[24]
6. Panorama culturale delle colline Tswapong (27/05/2010)[24]
7. Panorama delle saline di Makgadikgadi Pan (27/05/2010)[24]

#### Brasile
1. Riserva biologica dell'atol das Rocas (Rio Grande do Norte) (06/09/1996)[25]
2. Stazione ecologica di Raso da Catarina (Bahia) (06/09/1996)[25]
3. Stazione ecologica di Taim (Rio Grande do Sul) (06/09/1996)[25]
4. Chiesa e monastero di São Bento}, Rio de Janeiro (06/09/1996)[25]
5. Palazzo della cultura, vecchia sede del Ministero dell'educazione e della salute, Rio de Janeiro (06/09/1996)[25]
6. Parco nazionale Serra da Bocaina (San Paolo - Rio de Janeiro) (06/09/1996)[25]
7. Parco nazionale Pico da Neblina (Amazonas) (06/09/1996)[25]
8. Parco nazionale Serra da Canastra (16/09/1998)[25]
9. Parco nazionale Serra da Capivara e aree permanenti di conservazione (estensione di un patrimonio dell'umanità già esistente) (16/09/1998)[25]
10. Parco nazionale Serra do Divisor (16/09/1998)[25]
11. Area federale di protezione ambientale Cavernas do Peruaçu / Parco Nazionale Veredas Do Peruaçu (16/09/1998)[25]
12. Canyon del Rio Peruaçu, Minas Gerais (11/03/1998)[25]
13. Stazione ecologica Anavilhanas (16/09/1998)[25]
14. Ver-o-Peso (27/02/2014)[25]
15. Paesaggio culturale di Paranapiacaba: villaggio e ferrovia della catena montuosa della Serra do Mar, San Paolo (27/02/2014)[25]
16. Teatri Amazonia (Teatro Amazonas di Manaus e Teatro da Paz di Belém) (30/01/2015)[25]
17. Sistema delle fortezze brasiliane (30/01/2015)[25]
18. La Diga del Cedro nell'Area dei Monoliti di Quixadá (30/01/2015)[25]
19. Geoglifi dell'Acre (30/01/2015)[25]
20. Itacoatiaras (rocce dipinte) del fiume Ingá (30/01/2015)[25]
21. Parco nazionale dei Lençóis Maranhenses (07/06/2017)[25]

#### Bulgaria

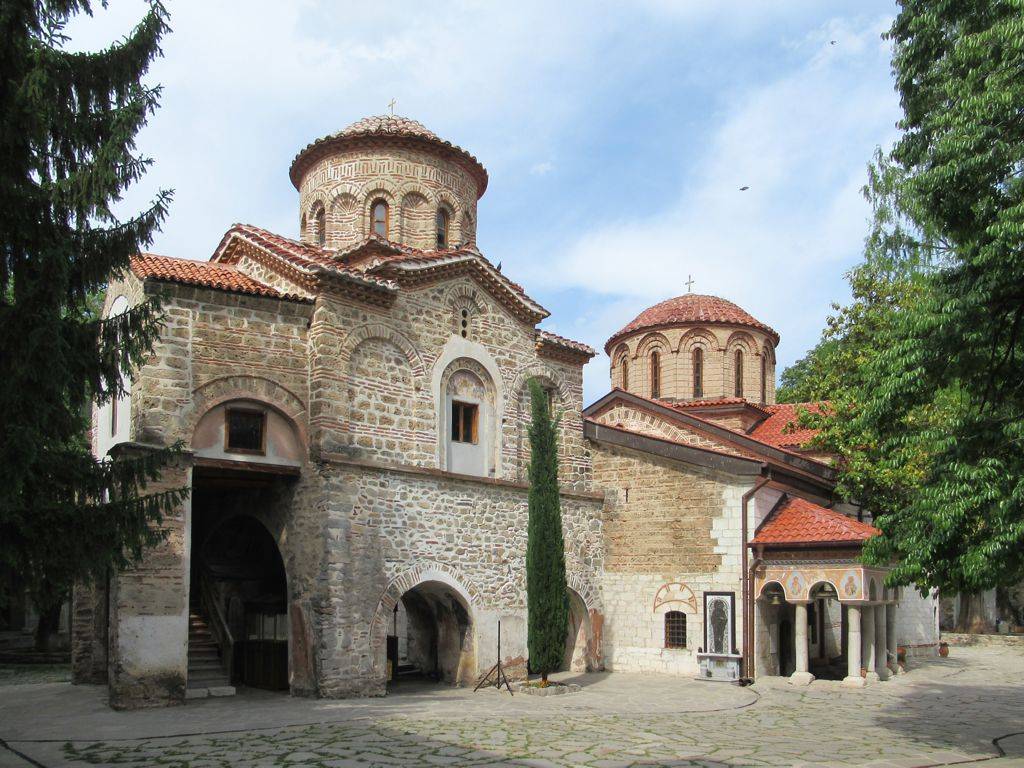
Il Monastero di Bačkovo.

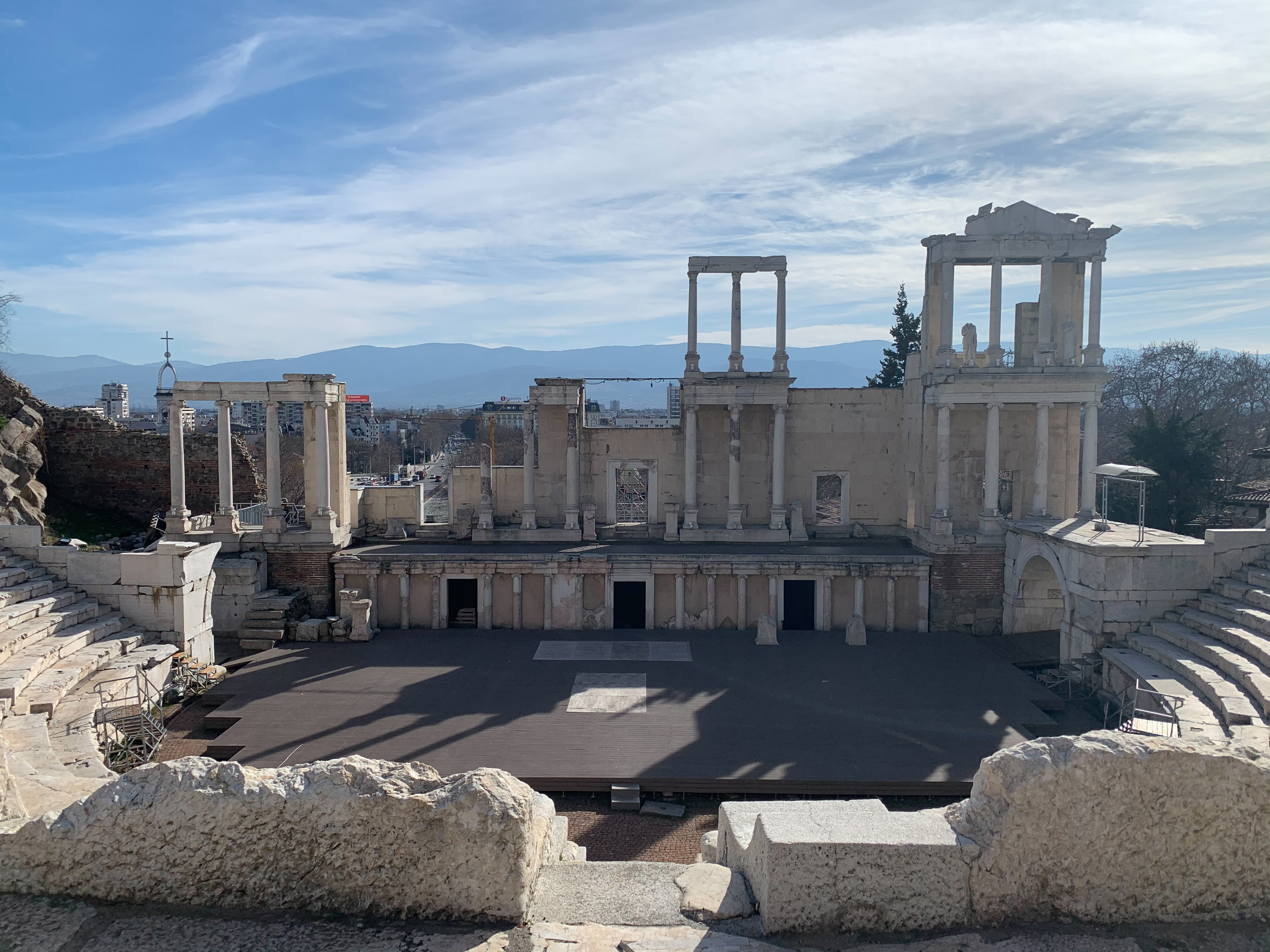
Il Teatro romano Plovdiv.

1. Città di Melnik e il monastero di Rozhen (01/10/1984)[26]
2. Grotta Magura con disegni dell'età del bronzo (01/10/1984)[26]
3. Antica città di Nicopolis ad Istrum (01/10/1984)[26]
4. Antica tomba di Silistra (01/10/1984)[26]
5. Parco naturale del Rusenski Lom (01/10/1984)[26]
6. Abitazioni neolitiche di Stara Zagoracon gli interni e arredi e utensili domestici completamente conservati (01/10/1984)[26]
7. Monastero di Bačkovo (01/10/1984)[26]
8. Antica Plovdiv (14/09/2004)[26]
9. Tomba tracia di Alexandrovo (14/09/2004)[26]
10. Riserva naturale carsica di Vratsa (10/10/2011)[26]
11. Parco nazionale dei Balcani Centrali (10/10/2011)[26]
12. Monumento naturale di Pobiti kamăni (10/10/2011)[26]
13. Rocce di Belogradchik (10/10/2011)[26]
14. La necropoli reale della città tracia di Seutopoli – sito seriale, estensione del sito già Patrimonio dell'Umanità Tomba trace di Kazanlăk (26/02/2016)[26]
15. Basilica Vescovile e Mosaici Tardo-Antichi di Filippopoli, Provincia Romana di Tracia (29/01/2018)[26]
16. Frontiere dell'Impero romano: il limes danubiano, limes sul Danubio (31/01/2020)[26]

#### Burkina Faso
1. Necropoli di Bourzanga (09/04/1996)[27]
2. Corte reale di Tiébélé (24/01/2012)[27]
3. Riserva della biosfera Mare aux Hippopotames de Bala (24/01/2012)[27]
4. Dipinti rupestri di Pobé-Mengao, Arbinda e Markoye (24/01/2012)[27]
5. Sya, centro storico di Bobo-Dioulasso (24/01/2012)[27]

#### Burundi
1. Cascate del Kagera e faglia di Nyakazu (09/05/2007)[28]
2. Gasumo, la sorgente più meridionale del Nilo (09/05/2007)[28]
3. Rugo tradizionale di Mugamba (09/05/2007)[28]
4. Palazzo reale di Gishora (09/05/2007)[28]
5. Lago Tanganyika (09/05/2007)[28]
6. Paesaggi naturali sacri di Muramvya, di Mpotsa e di Nkiko-Mugamba (09/05/2007)[28]
7. Parco nazionale Kibira (09/05/2007)[28]
8. Parco nazionale Ruvubu (09/05/2007)[28]
9. Parco nazionale Rusizi (09/05/2007)[28]
10. Rwihinda, lago degli uccelli (09/05/2007)[28]

### C

#### Cambogia
1. Antica città di Oudong (27/03/2020)[29]
2. Tempio di Beng Mealea (27/03/2020)[29]
3. Ex prigione M-13/ Museo del genocidio di Tuol Sleng (ex S-21)/ Centro del genocidio Choeung Ek (ex luogo di esecuzione di S-21) (27/03/2020)[29]
4. Sito archeologico Koh Ker dell'antica Lingapura o Chok Gargyar (27/03/2020)[29]
5. Sito archeologico Phnom Kulen / antico sito di Mahendraparvata (27/03/2020)[29]
6. L'antico complesso del Preah Khan Kompong Svay (27/03/2020)[29]
7. Complesso archeologico di Banteay Chhmar (27/03/2020)[29]
8. Il sito di Angkor Borei e Phnom Da (27/03/2020)[29]

#### Camerun
1. Il fondom di Bafut (02/02/2018)[30]
2. Il Lamidat di Rey-Bouba (02/02/2018)[30]
3. Il paesaggio culturale delle cascate del Lobé (02/02/2018)[30]
4. Complesso dei parchi nazionali di Boumba Bek e di Nki (02/02/2018)[30]
5. Parco nazionale del Campo Ma'an (02/02/2018)[30]
6. Parco nazionale di Waza (02/02/2018)[30]
7. Sito archeologico di Shum Laka (02/02/2018)[30]
8. Paesaggio culturale del lago Ciad (07/12/2018)[30]
9. I graffiti rupestri di Bidzar (02/02/2018)[30]
10. I megaliti di Saa (02/02/2018)[30]
11. I megaliti di Djohong (02/02/2018)[30]
12. Parco Nazionale Bouba Ndjidda (02/02/2018)[30]
13. La torre di Goto Goulfey (02/02/2018)[30]
14. Gallerie ferroviarie di Njock (02/02/2018)[30]
15. Le Grandi Case nei tradizionali fondom dei Grassfields (02/02/2018)[30]
16. Cross River-Korup-Takamanda (CRIKOT) (10/02/2020)
17. Bimbia e siti associati (12/03/2020)[30]
18. I Diy-Gid-Biy, un paesaggio culturale dei Monti Mandara (estensione del paesaggio culturale di Sukur) (23/06/2020)[30]

#### Canada
1. Tr’ondëk-Klondike (01/10/2004)[31]
2. Gwaii Haanas National Park Reserve and Haida Heritage Site (01/10/2004)[31]
3. Parco nazionale Ivvavik / Parco nazionale Vuntut / Parco territoriale dell'isola Herschel (Qikiqtaruk) (01/10/2004)[31]
4. Parco nazionale di Quttinirpaaq (01/10/2004)[31]
5. Isola d'Anticosti (13/04/2018)[31]
6. Sito di petroglifi di Qajartalik (13/04/2018)[31]
7. Area marina protetta delle scogliere di spugna vitrea dello stretto di Hecate e della Queen Charlotte Sound (HS/QCS MPA) (13/04/2018)[31]
8. Parco nazionale Sirmilik e Area nazionale marina di conservazione Tallurutiup Imanga (proposta) (13/04/2018)[31]
9. Parco della valle di Stein - patrimonio Nlaka'pamux (13/04/2018)[31]
10. Parco del patrimonio Wanuskewin (13/04/2018)[31]
11. Nevai dello Yukon (13/04/2018)[31]

#### Capo Verde
1. Campo di concentramento di Tarrafal (15/03/2016)[32]
2. Saline di Pedra de Lume (15/03/2016)[32]
3. Centro storico di Praia (15/03/2016)[32]
4. Centro storico di São Filipe (15/03/2016)[32]
5. Parco Naturale Cova, Paúl e Ribeira da Torre (15/03/2016)[32]
6. Centro storico di Nova Sintra (15/03/2016)[32]
7. Complesso delle Aree Protette dell'Isola di Santa Lucia e degli Isolotti Branco e Raso (15/03/2016)[32]
8. Parco Naturale di Fogo – Chã das Caldeiras (15/03/2016)[32]

#### Ciad
1. Pitture rupestri dell'Ennedi e di Tibesti (21/07/2005)[33]
2. Sito metallurgico di Begon (21/07/2005)[33]
3. Miniere di ferro di Télé-Nugar (21/07/2005)[33]
4. Rovine di Ouara (21/07/2005)[33]
5. Parco nazionale Zakouma (21/07/2005)[33]
6. Sito ominide di Djourab (21/07/2005)[33]
7. Paesaggio culturale del Lago Ciad (30/10/2018)[33]

#### Cile
1. Parchi nazionali Torres del Paine e Bernardo O'Higgins, Regione di Magellano (30/03/1994)[34]
2. Parco nazionale delle Isole Juan Fernández (30/03/1994)[34]
3. Ayquina e Toconce (01/09/1998)[34]
4. Via Baquedano, Iquique (01/09/1998)[34]
5. Santuario del Cerro El Plomo (01/09/1998)[34]
6. Chiese dell'altopiano cileno (01/09/1998)[34]
7. Grotte Fell e Pali Aike (01/09/1998)[34]
8. Edifici dell'hacienda San José del Carmen el Huique (01/09/1998)[34]
9. Palacio de La Moneda (01/09/1998)[34]
10. Deposito delle locomotive della stazione di Temuco (01/09/1998)[34]
11. Viadotto di Malleco (01/09/1998)[34]
12. Complesso difensivo di Valdivia (01/09/1998)[34]
13. Arte rupestre della Patagonia (01/09/1998)[34]
14. Chiesa e convento di San Francesco (01/09/1998)[34]
15. San Pedro de Atacama (01/09/1998)[34]
16. Sito archeologico di Monte Verde (23/02/2004)[34]
17. Complesso minerario di Lota (11/01/2021)[34]

#### Cina
1. Riserva naturale del Porto di Dongzhai (12/02/1996)[35]
2. Riserva naturale del lago Poyang (12/02/1996)[35]
3. Riserva naturale dell'Alligator sinensis (12/02/1996)[35]
4. Panorama del fiume Lijiang a Guilin (12/02/1996)[35]
5. Monti Cangshan nella Dali e punti panoramici del lago Erhai (29/11/2001)[35]
6. Punti panoramici di Haitan (29/11/2001)[35]
7. Punto panoramico di Heaven Pit e della linea nel terreno (29/11/2001)[35]
8. Zona panoramica del monte Hua (29/11/2001)[35]
9. Punto panoramico del monte Jinfu (29/11/2001)[35]
10. Punti panoramici di Maijishan (29/11/2001)[35]
11. Fiume Nanxi (29/11/2001)[35]
12. Punti panoramici di Wudalianchi (29/11/2001)[35]
13. Regione di Yalong, Tibet (29/11/2001)[35]
14. Montagna Yandang (29/11/2001)[35]
15. Punti panoramici delle Gole dello Yangtze (29/11/2001)[35]
16. Antiche residenze nelle province di Shanxi e Shaanxi (28/03/2008)[35]
17. Antiche iscrizioni idrologiche di Baiheliang (28/03/2008)[35]
18. Sezione cinese della Via della seta: strade terrestri nelle province di Henan, Shaanxi, Gansu, Qinghai e nelle regioni autonome Ningxia Hui e Xinjiang Uygur; percorsi marittimi nelle città di Ningbo (provincia dello Zhejiang e Quanzhou (provincia del Fujian – dalla dinastia Han occidentale alla dinastia Qing (28/03/2008)[35]
19. Cinte murarie delle dinastie Ming e Qing (28/03/2008)[35]
20. Progetto di espansione delle Tombe imperiali delle dinastie Ming e Qing: Tomba di re Lujian (28/03/2008)[35]
21. Antica città di Fenghuang (28/03/2008)[35]
22. Sistema idrico dei pozzi ‘’karez’’ (28/03/2008)[35]
23. Villaggi di etnia Miao nel sudest della provincia di Guizhou: villaggi Miao ai piedi del monte Leigong nelle montagne Miao Ling (28/03/2008)[35]
24. Sito dello stato di Yue meridionale (28/03/2008)[35]
25. Siti della produzione di liquori in Cina (28/03/2008)[35]
26. Lago snello occidentale e area urbana storica di Yangzhou (28/03/2008)[35]
27. Antiche città costiere a sud del fiume Yangtze (28/03/2008)[35]
28. Le quattro montagne sacre come estensione del monte Taishan (07/04/2008)[35]
29. Altaj cinese (29/01/2010)[35]
30. Karakorum-Pamir (29/01/2010)[35]
31. Deserto del Taklamakan – Foreste di Populus euphratica (29/01/2010)[35]
32. Siti degli antichi forni della porcellana in Cina (29/01/2013)[35]
33. Antiche piantagioni di tè del monte Jingmai a Pu’er (29/01/2013)[35]
34. Siti archeologici dell’antico stato di Shu: sito di Jinsha e tombe comuni delle bare a forma di barca a Chengdu (provincia del Sichuan); sito di Sanxingdui a Guanghan (provincia del Sichuan) 29 C.BC - 5 C.BC[36] (29/01/2013)[35]
35. Costruzioni diaolou e villaggi per i gruppi etnici tibetani e Qiang (29/01/2013)[35]
36. Villaggi Dong (29/01/2013)[35]
37. Canale Lingqu (29/01/2013)[35]
38. Sanfang Qixiang (29/01/2013)[35]
39. Siti della Cultura di Hongshan: i siti archeologici di Niuheliang, Hongshanhou e Weijiawopu (29/01/2013)[35]
40. L’asse centrale di Beijing (incluso il parco Beihai) (29/01/2013)[35]
41. Tombe imperiali della dinastia Xia occidentale (29/01/2013)[35]
42. Strutture lignee della dinastia Liao — Pagoda di legno della contea di Yingxian, sala principale del monastero Fengguo della contea di Yixian (29/01/2013)[35]
43. Gli Yardang di Dunhuang (30/01/2015)[35]
44. Jinggangshan — Wuyishan settentrionale (estensione dei Monti Wuyi) (30/01/2015)[35]
45. Shudao (30/01/2015)[35]
46. Tianzhushan (30/01/2015)[35]
47. Aree di interesse paesaggistico e storico di Tulin–Guge (30/01/2015)[35]
48. Yardang del Xinjiang (30/01/2015)[35]
49. La sezione cinese della Via della seta (22/02/2016)[35]
50. Monte Guancen – Monte Luya (28/02/2017)[35]
51. Paesaggio di Hulunbuir e luogo di nascita di un’antica minoranza (28/02/2017)[35]
52. Lago Qinghai (28/02/2017)[35]
53. Area paesaggistica e storica delle Montagne e Laghi sacri (Gang Rinpoche, Naimona'nyi, Manasarovar e Lhanag-tso) (28/02/2017)[35]
54. Monti Taihang (28/02/2017)[35]
55. Paesaggio della vegetazione verticale e paesaggio vulcanico nel Changbai Shan (28/02/2017)[35]
56. Siti di forni imperiali del Jingdezhen (05/09/2017)
57. Siti fossili triassici di Guizhou (30/01/2019)[35]
58. Deserto del Badain Jaran — Torri di sabbia e laghi (30/01/2019)[35]
59. Zona panoramica di Huangguoshu (30/01/2019)[35]

#### Cipro
1. Chiesa di Panayia Chrysokourdaliotissa, Kourdali (estensione del sito Chiese dipinte nella regione dei monti Troodos) (04/02/2002)[37]
2. Chandria (04/02/2002)[37]
3. Kionia (04/02/2002)[37]
4. Ponte di Klirou (04/02/2002)[37]
5. Ponte di Malounta (04/02/2002)[37]
6. Mathiatis sud (04/02/2002)[37]
7. L'insediamento rurale di Fikardou (04/02/2002)[37]
8. Monte Olimpo, Troodos (04/02/2002)[37]
9. Agioi Varnavas and Ilarion a Peristerona (chiesa dalle cinque cupole) (02/02/2004)[37]
10. Chiesa di Panagia Angeloktistis (09/02/2015)[37]
11. Hala Sultan Tekke e complesso del Lago salato di Larnaca (08/02/2016)[37]

#### Colombia
1. Buritaca-Ciudad Perdida, Sierra Nevada de Santa Marta (29/10/1993)[38]
2. Sistema idraulico preispanico del fiume San Jorge (29/10/1993)[38]
3. Area marina protetta Seaflower (18/09/2007)[38]
4. Canal del Dique (27/09/2012)[38]
5. Templi della dottrina cattolica (27/09/2012)[38]
6. Paesaggio culturale delle città del sale (Zipaquirá, Nemocón e Tausa) (27/09/2012)[38]
7. Paesaggio culturale del bacino inferiore del fiume Chicamocha (27/09/2012)[38]
8. Puente de Occidente (27/09/2012)[38]
9. Sud della Provincia di Ricaurte (27/09/2012)[38]
10. Deserto del Tatacoa (27/09/2012)[38]
11. Tairona, il Parco nazionale naturale Sierra Nevada de Santa Marta e i loro siti archeologici (27/09/2012)[38]
12. Infrastrutture della United Fruit Company (27/09/2012)[38]
13. Città universitaria di Bogotà (27/09/2012)[38]
14. Biblioteca Virgilio Barco (27/09/2012)[38]
15. Paesaggio culturale delle palafitte tradizionali di Ciénaga Grande de Santa Marta e Medio Atrato (22/10/2013)[38]

#### Comore
1. Ecosistemi marini dell'Arcipelago delle Comore (31/01/2007)[39]
2. Ecosistemi terrestri e paesaggio culturale dell'Arcipelago delle Comore (31/01/2007)[39]
3. Sultanati storici delle Comore (31/01/2007)[39]
4. Paesaggio culturale delle piantagioni di profumi delle Isole della Luna (31/01/2007)[39]

#### Corea del Nord
1. L'area delle caverne di Kujang (25/05/2000)[40]
2. Le reliquie storiche di Pyongyang (25/05/2000)[40]
3. Il monte Chilbo (25/05/2000)[40]
4. Il monte Kumgang e le sue reliquie storiche (25/05/2000)[40]
5. Il monte Myohyang e le sue reliquie storiche (25/05/2000)[40]

#### Corea del Sud
1. Il sito archeologico di Kangjingun Kiln (01/09/1994)[41]
2. La riserva naturale del monte Soraksan (01/09/1994)[41]
3. Il sito di fossili di dinosauro sotto la costa meridionale (25/01/2002)[41]
4. Le antiche fortezze sulle montagne della Corea centrale (11/01/2010)[41]
5. I petroglifi di Daegokcheon (11/01/2010)[41]
6. Le saline di Yeonggwang e Sinān (11/01/2010)[41]
7. Le zone umide di Upo (11/01/2011)[41]
8. Naganeupseong, città fortezza e villaggio (11/03/2011)[41]
9. Villaggio di Oeam (11/03/2011)[41]
10. Seowon, accademie confuciane di Corea (11/03/2011)[41]
11. Mura della città di Seul (23/11/2012)[41]
12. Tumuli Gaya di Gimhae e Haman (11/12/2013)[41]
13. Tumuli di Goryeong Jisandong Daegaya (12/12/2013)[41]
14. Montagne-tempio buddiste tradizionali della Corea (12/12/2013)[41]
15. Buddha di pietra e pagode presso il Tempio Unjusa di Hwasun (24/01/2017)[41]

#### Costa d'Avorio
1. Parco nazionale di Iles Ehotilé (17/03/2006)[42]
2. Parco archeologico di Ahouakro (29/11/2006)[42]

#### Costa Rica
1. Parco nazionale del Corcovado e riserva biologica dell'Isla del Caño (30/01/2003)[43]

#### Croazia
1. Burg - Castello di Veliki Tabor (01/02/2005)[44]
2. Città di Montona (29/01/2007)[44]
3. Palazzo di Diocleziano e il nucleo storico di Spalato (estensione) (01/02/2005)[44]
4. Eremo di Piaggia (29/01/2007)[44]
5. Il complesso della città storica di Stagno con Stagno Piccolo, le mura, la riserva naturale di Stagno Piccolo, la piana di Stagno e le saline (01/02/2005)[44]
6. Il complesso della città storica di Tvrđa (Cittadella) a Osijek (01/02/2005)[44]
7. Parco nazionale delle Isole Incoronate e parco naturale di Porto Taiér (29/01/2007)[44]
8. Parco naturale di Lonjsko Polje (01/02/2005)[44]
9. Lubenice (01/02/2005)[44]
10. Vigne di Capocesto (29/01/2007)[44]
11. Città storica di Curzola (29/01/2007)[44]
12. Varasdino - nucleo storico e città vecchia (castello) (01/02/2005)[44]
13. Alpi Bebie (01/02/2005)[44]
14. Zara - complesso episcopale (01/02/2005)[44]
15. Frontiere dell'Impero Romano: il Limes Danubiano (31/01/2020)[44]

#### Cuba
1. Parco nazionale della Ciénaga de Zapata (28/02/2003)[45]
2. Scuole nazionali d'Arte, Cubanacán (28/02/2003)[45]
3. Sistema delle barriere coralline dei Caraibi cubani (28/02/2003)[45]

### D

#### Danimarca
1. Amalienborg e il suo distretto (01/09/1993)[46]
2. Paesaggi del moler del Limfjord (08/01/2010)[46]
3. Fortezze circolari dell'era vichinga (30/01/2018)[46]
4. Il patrimonio marittimo della città vecchia di Dragør e il suo porto - Una ‘skipper-town’ dall'era delle grandi e alte navi tra il 18º e 19º secolo (31/01/2019)[46]

#### Dominica
1. Fort Shirley (05/02/2015)[47]
2. Parco nazionale di Morne Diablotins (05/02/2015)[47]
3. Riserva marina Soufrière-Scotts Head (05/02/2015)[47]

### E

#### Ecuador
1. Bosco pietrificato di Puyango (30/06/1998)[48]
2. Parco nazionale Machalilla (30/06/1998)[48]
3. Itinerario culturale del treno trans-andino dell'Ecuador (24/02/2016)[48]
4. Paesaggio archeologico di Mayo Chinchipe - Marañón (24/02/2016)[48]
5. Città mineraria di Zaruma (24/02/2016)[48]

#### Egitto
1. Dahab (01/11/1994)[49]
2. Area archeologica di Dahshur (01/11/1994)[49]
3. El Fayum: Kom Aushim (Karanis), Dimai (Soknopaiounesos), Qasr Qarun (Dionysias), Batn I hrit (Theadelphia), Byahma-Medinet el Fayoum (Crocodilopoli o Arsinoe), Abgig-Hawara, Seila-Medinet Madi (Narmouthis), Tell Umm el-Breigat (Tebtunis) (01/11/1994)[49]
4. Fortezza El-Gendi (01/11/1994)[49]
5. Minya (01/11/1994)[49]
6. Castello di Nuweiba (01/11/1994)[49]
7. Zona dei siti archeologici del Sinai del Nord (01/11/1994)[49]
8. Isola del Faraone (01/11/1994)[49]
9. Monastero di Rutho (01/11/1994)[49]
10. Area archeologica di Siwa (01/11/1994)[49]
11. Tempio di Hator costruito da Ramses III (01/11/1994)[49]
12. Tempio di Sarabit al-Khadim (01/11/1994)[49]
13. Wadi Feiran (01/11/1994)[49]
14. Ras Mohammed (22/01/2002)[49]
15. Arena del Gebel Qatrani, riserva naturale del lago Qarun (10/02/2003)[49]
16. Vie migratorie degli uccelli (12/06/2003)[49]
17. Uadi del deserto (12/06/2003)[49]
18. Paesaggi del Gran Deserto (12/06/2003)[49]
19. Catene montuose (12/06/2003)[49]
20. Oasi meridionale e minori, il Deserto occidentale (12/06/2003)[49]
21. Abido, città di pellegrinaggio dei faraoni (28/07/2003)[49]
22. Alessandria, resti antichi e la nuova biblioteca (28/07/2003)[49]
23. Quartieri e monumenti storici di Rosetta/Rachid (28/07/2003)[49]
24. Necropoli del Medio Egitto, dal Medio Regno al periodo romano (28/07/2003)[49]
25. Oasi di al-Fayyum, resti idraulici e paesaggi culturali antichi (28/07/2003)[49]
26. Templi faraonici nell'Alto Egitto dall'epoca tolemaica a quella romana (28/07/2003)[49]
27. Nilometro di Roda al Cairo (28/07/2003)[49]
28. La fortezza di An-Nakhl, una tappa della via del pellegrinaggio alla Mecca (28/07/2003)[49]
29. Monasteri del Deserto arabo e di Wādī al-Natrūn (28/07/2003)[49]
30. Due cittadelle nel Sinai del periodo di Saladino (Al-Gundi e l'Isola del Faraone) (28/07/2003)[49]
31. Dababiya (24/07/2008)[49]
32. Osservatorio di Helwan (03/11/2010)[49]
33. Oasi di Kharga e le piccole oasi meridionali (03/09/2015)[49]
34. Museo egizio del Cairo (01/02/2021)

#### El Salvador
1. Cacaopera (21/09/1992)[50]
2. Cara Sucia/El Imposible (21/09/1992)[50]
3. Chalchuapa (21/09/1992)[50]
4. Ciudad Vieja/La Bermuda (21/09/1992)[50]
5. Golfo di Fonseca (21/09/1992)[50]
6. Lago di Guija (21/09/1992)[50]

#### Eritrea
1. Paesaggio culturale di Cohaito (02/03/2011)[51]

#### Estonia
1. Fortezza di Kuressaare (18/04/2002)[52]
2. Klint baltico (06/01/2004)[52]
3. Prati boscosi (Laelatu, Kalli-Nedrema, Mäepea, Allika, Tagamoisa, Loode, Koiva, Halliste) (06/01/2004)[52]

#### Etiopia
1. Parco nazionale delle montagne di Bale (13/03/2008)[53]
2. Sito religioso, culturale e storico di Dine Sheik Hussein (14/12/2011)[53]
3. Grotte di Sof Omar: patrimonio naturale e culturale (Sof Omar: grotte del mistero) (14/12/2011)[53]
4. Paesaggi sacri del Tigray (02/02/2018)[53]
5. Paesaggio culturale e naturale misto Gedeo (28/01/2020)[53]
6. Sito archeologico di Melka Kunture e Balchit (09/01/2020)[53]
7. Il patrimonio culturale di Yeha (10/03/2020)[53]

### F

#### Figi
1. Le dune di sabbia di Sigatoka (26/10/1999)[54]
2. Il bacino di Sovi (26/10/1999)[54]
3. Il santuario delle iguane crestate di Yaduataba (26/10/1999)[54]

#### Filippine
1. Paesaggio terrestre e marino protetto delle Batanes (15/08/1993)[55]
2. Area naturale biotica dell'isola di Coron (16/05/2006)[55]
3. Area protetta della risorsa gestita di El Nido-Taytay (16/05/2006)[55]
4. Chiese barocche delle Filippine (estensione) (16/05/2006)[55]
5. Grotte sepolcrali della mummia di Kabayan (16/05/2006)[55]
6. Il complesso della Grotta di Tabon e tutto il Lipuun (16/05/2006)[55]
7. Monumento naturale delle Chocolate Hills (16/05/2006)[55]
8. Parco naturale della barriera corallina di Apo (16/05/2006)[55]
9. Parco naturale della Sierra Madre settentrionale e le aree circostanti inclusa la fascia di rispetto (16/05/2006)[55]
10. Parco naturale del monte Malindang (16/05/2006)[55]
11. Parco nazionale dei monti Iglit-Baco (16/05/2006)[55]
12. Parco nazionale del Monte Pulog (16/05/2006)[55]
13. Petroglifi e petrografie delle Filippine (16/05/2006)[55]
14. Siti archeologici di Butuan (16/05/2006)[55]
15. Siti archeologici paleolitici della Valle di Cagayan (16/05/2006)[55]
16. Siti dei depositi neolitici di conchiglie nelle municipalità di Lal-lo e Gattaran (16/05/2006)[55]
17. Paesaggio protetto del monte Mantalingajan (20/03/2015)[55]
18. Parco naturale del vulcano Mayon (20/03/2015)[55]
19. Santuario naturalistico delle Turtle Islands (20/03/2015)[55]

#### Finlandia
1. Il luogo di culto sacro del popolo Sami di Ukonsaari presso Inari (01/10/1990)[56]
2. Le opere architettoniche di Alvar Aalto: una dimensione umana per il movimento moderno (28/01/2021)[56]
3. Gli arcipelaghi delle Pusa hispida saimensis del lago Saimaa (28/01/2021)[56]

#### Francia
1. Siti megalitici di Carnac (20/09/1996)[57]
2. Cattedrale di Saint-Denis (20/09/1996)[57]
3. Castello di Vaux-le-Vicomte (20/09/1996)[57]
4. Le città fortificate dei Paesi Bassi del nord-ovest dell'Europa (20/09/1996)[57]
5. Montagna Sainte-Victoire e altri siti legati a Paul Cézanne (20/09/1996)[57]
6. Rouen: area urbana con pareti di legno, la cattedrale, la chiesa di Saint-Ouen, la chiesa di Saint Maclou (20/09/1996)[57]
7. Parco nazionale della Vanoise (08/06/2000)[57]
8. Massiccio del Monte Bianco (08/06/2000)[57]
9. Sistema di grotte a concrezione del Sud della Francia (08/06/2000)[57]
10. Antica cioccolateria Menier a Noisiel (01/02/2002)[57]
11. Arsenale di Rochefort e fortificazioni dell'estuario della Charente (01/02/2002)[57]
12. Bocche di Bonifacio (01/02/2002)[57]
13. Centro storico di Sarlat (01/02/2002)[57]
14. Hangar Y (01/02/2002)[57]
15. La Camargue (01/02/2002)[57]
16. La ferrovia della Cerdagna (01/02/2002)[57]
17. La costa mediterranea dei Pirenei (01/02/2002)[57]
18. Le città antiche della Gallia Narbonense ed il loro territorio: Nîmes, Arles, Glanum, acquedotti, via Domitia (01/02/2002)[57]
19. Parco nazionale di Port-Cros (01/02/2002)[57]
20. Parco nazionale degli Écrins (01/02/2002)[57]
21. Porto di Marsiglia (01/02/2002)[57]
22. Paludi d'acqua salata di Guérande (01/02/2002)[57]
23. Ufficio Nazionale degli Studi e delle Ricerche Aerospaziali di Meudon (01/02/2002)[57]
24. Le Isole Marchesi (22/06/2010)[57]
25. Nîmes, dall'antichità ai giorni nostri (04/04/2012)[57]
26. Aree vulcaniche e forestali della Martinica (09/04/2014)[57]
27. Le spiagge dello Sbarco in Normandia, 1944 (07/04/2014)[57]
28. Siti funerari e memoriali della Prima Guerra Mondiale (Fronte Occidentale) (07/04/2014)[57]
29. Metz Reale e Imperiale, sfide di potere, confronti stilistici e identità urbana (07/04/2014)[57]
30. La cittadella di Carcassonne e i suoi castelli sentinelle di montagna (21/04/2017)[57]
31. Le Alpi del Mediterraneo (sito transfrontaliero con  Monaco e  Italia) (31/01/2017)[57]
32. Charolais-Brionnais, paesaggio culturale dell'allevamento bovino (03/12/2018)[57]
33. Castello di Fontainebleau: castello, giardini, parco e foresta (25/11/2020)[57]
34. Prove materiali della costruzione dello Stato dei Pirenei: il Co-Principato di Andorra (25/01/2021)[57]

### G

#### Gabon
1. Ecosistema e paesaggio culturale pigmeo del massiccio del Minkébé (18/04/2003)[58]
2. Grotte di Lastoursville (20/10/2005)[58]
3. Parco nazionale dei Plateu Batéké (20/10/2005)[58]
4. Parco nazionale di Moukalaba-Doudou (20/10/2005)[58]
5. Parco nazionale dei Monti Birougou (20/10/2005)[58]
6. Antico ospedale Albert Schweitzer di Lambaréné (27/01/2009)[58]

#### Gambia
1. Georgetown storica (29/04/2015)[59]
2. Sito della cava dei cerchi di pietra di Wassu (29/04/2015)[59]

#### Georgia
1. Cattedrale di Alaverdi (24/10/2007)[60]
2. Ananuri (24/10/2007)[60]
3. Sito archeologico degli ominidi di Dmanisi (24/10/2007)[60]
4. Chiesa degli Arcangeli e Torre Reale di Gremi (24/10/2007)[60]
5. Chiesa di Kvetera (24/10/2007)[60]
6. Monastero ed eremo di David Gareia (24/10/2007)[60]
7. Cattedrale di Nikortsminda (24/10/2007)[60]
8. Cattedrale di Samtavisi (24/10/2007)[60]
9. Shatili (24/10/2007)[60]
10. Distretto storico di Tbilisi (24/10/2007)[60]
11. Tuscezia (24/10/2007)[60]
12. Grotta di Uplistsikhe (24/10/2007)[60]
13. Vani (24/10/2007)[60]
14. Vardzia e Khertvisi (24/10/2007)[60]

#### Germania
1. Edifici delle Fondazioni Francke (20/09/1999)[61]
2. Paesaggi alpini e prealpini dei prati e delle paludi (paesaggi storici antropogenici nell'area di Werdenfelser Land, Ammergau, Staffelseegebiet e Murnauer Moos, Circondario di Garmisch-Partenkirchen) (15/01/2015)[61]
3. Sogni in pietra - i palazzi di Ludovico II di Baviera: Neuschwanstein, Linderhof e Herrenchiemsee (15/01/2015)[61]
4. Memoriali di Lutero in Sassonia-Anhalt, Sassonia, Baviera e Turingia (15/01/2015)[61]
5. Il Cimitero ebraico di Althona Königstraße. Cultura sepolcrale sefardita del XVII e XVIII secolo tra Europa e Caraibi (15/01/2015)[61]
6. Insieme del Castello di Schwerin - Paesaggio culturale del Romanticismo storico (15/01/2015)[61]
7. Vecchia sinagoga e Mikveh ad Erfurt - Testimonianze di vita quotidiana, religione e storia della città tra cambiamento e continuità (15/02/2015)[61]

#### Ghana
1. Cattedrale cattolica di Navrongo (17/01/2000)[62]
2. Parco nazionale di Kakum (Riserva Assin Attandaso) (17/01/2000)[62]
3. Parco nazionale Mole (17/01/2000)[62]
4. Tenzug - insediamenti Tallensi (17/01/2000)[62]
5. Vie di commercio e pellegrinaggio del Ghana nord-occidentale (17/01/2000)[62]
6. Villaggio su palafitte di Nzulezu (17/01/2000)[62]

#### Giamaica
1. La città sommersa di Port Royal (02/03/2009)[63]
2. Parco del patrimonio di Seville (02/03/2009)[63]

#### Giappone
1. Castello di Hikone (01/10/1992)[64]
2. Templi, santuari e altre strutture dell'antica Kamakura (01/10/1992)[64]
3. Asuka-Fujiwara: siti archeologici delle antiche capitali del Giappone e relative pertinenze (30/01/2007)[64]
4. Siti archeologici Jōmon in Hokkaidō, Tōhoku settentrionale e altre regioni (05/01/2009)[64]
5. Il complesso di Sado di miniere, principalmente d'oro (22/11/2010)[64]
6. Kofungun di Mozu e Furuichi, antichi gruppi di tumuli (22/11/2010)[64]
7. Hiraizumi – Templi, giardini e siti archeologici del Buddhismo (estensione) (25/09/2012)[64]

#### Gibuti
1. Area naturale protetta di Djalélo (05/01/2015)[65]
2. Area naturale terrestre protetta di Assamo (05/01/2015)[65]
3. Lago Abbe: il suo paesaggio culturale, i suoi monumenti naturali e il suo ecosistema (05/01/2015)[65]
4. Il Lago Assal (05/01/2015)[65]
5. Il parco nazionale della Foresta di Day (05/01/2015)[65]
6. Il paesaggio urbano storico della città di Gibuti e i suoi edifici specifici (05/01/2015)[65]
7. Le incisioni rupestri di Abourma (05/01/2015)[65]
8. Le isole Moucha e Maskali (05/01/2015)[65]
9. I paesaggi naturali della regione di Obock (05/01/2015)[65]
10. I tumuli (Awellos) (05/01/2015)[65]

#### Giordania
1. Al Qastal (insediamento) (18/06/2001)[66]
2. Castello di Shaubak (Montréal) (18/06/2001)[66]
3. Città di Abila (moderna Quwaylibah) (18/06/2001)[66]
4. Gadara (moderna Umm Qais) (18/06/2001)[66]
5. Il santuario di Agios Lot, presso Deir 'Ain 'Abata (18/06/2001)[66]
6. Pella (moderna Tabaqat Fahl) (18/06/2001)[66]
7. Qasr Al-Mushatta (18/06/2001)[66]
8. Qasr Bshir (un castellum romano) (18/06/2001)[66]
9. Umm el-Jimal (città) (18/06/2001)[66]
10. Città archeologica di Jerash (antico luogo d'incontro di Oriente e Occidente) (13/01/2004)[66]
11. Azraq (11/05/2007)[66]
12. Riserva della biosfera di Dana (11/05/2007)[66]
13. Riserva naturale di Mujib (11/05/2007)[66]
14. Eclettismo arabo - Fondazione ed evoluzione di una scuola di architettura nella città di as-Salt (1860-1925) (02/04/2015)[66]

#### Grecia
1. Antichi teatri greci (16/01/2014)[67]
2. Antica Laurio (16/01/2014)[67]
3. Antiche torri del Mare Egeo (16/01/2014)[67]
4. Sito archeologico dell'antica Messene (16/01/2014)[67]
5. Sito archeologico di Nicopoli d'Epiro (16/01/2014)[67]
6. Fortezza di Spinalonga (16/01/2014)[67]
7. Parco nazionale delle Gole di Samariá (16/01/2014)[67]
8. Fortificazioni con bastioni tardo-medievali in Grecia (16/01/2014)[67]
9. Centri palaziali Minoici (Cnosso, Festo, Malia, Zakros, Kydonia) (16/01/2014)[67]
10. Parco nazionale di Dadia - Lefkimi - Souflion (16/01/2014)[67]
11. Foresta pietrificata di Lesbo (16/01/2014)[67]
12. L'area dei Laghi di Prespa: il Grande e Piccolo Prespa che includono monumenti Bizantini e post-Bizantini (16/01/2014)[67]
13. La regione maggiore del Monte Olimpo (16/01/2014)[67]
14. Zagorochoria – Parco nazionale del Pindo settentrionale (16/01/2014)[67]

#### Grenada
1. Distretto storico di Saint George's (05/08/2004)[68]
2. Sistema di fortificazioni di Saint George's (05/08/2004)[68]
3. Arcipelago delle Grenadine (18/11/2013)[68]

#### Guatemala
1. Area protetta del Lago Atitlán: molteplici usi (23/09/2002)[69]
2. Castello di San Felipe de Lara (23/09/2002)[69]
3. Città di Chichicastenango (23/09/2002)[69]
4. Grotta di Naj Tunich (23/09/2002)[69]
5. Il nucleo dell'area Maya (23/09/2002)[69]
6. Il triangolo culturale (23/09/2002)[69]
7. La Conca di Mirador (23/09/2002)[69]
8. La strada dei fiumi (23/09/2002)[69]
9. La strada delle mangrovie della costa pacifica del Guatemala (23/09/2002)[69]
10. La strada verde di Verapaz, Guatemala (23/09/2002)[69]
11. L'incontro tra Maya e Olmechi (23/09/2002)[69]
12. Parco nazionale Sierra del Lacandón (23/09/2002)[69]
13. Parco nazionale Visis Cabá e architettura tradizionale del triangolo Ixil (23/09/2002)[69]
14. Riserva della biosfera Sierra de las Minas (23/09/2002)[69]
15. Strada dell'agroindustria e l'architettura vittoriana (23/09/2002)[69]
16. Strada della pace e dell'identità nazionale (23/09/2002)[69]
17. Strada dell'evangelizzazione domenicana (23/09/2002)[69]
18. Strada dell'evangelizzazione francescana (23/09/2002)[69]
19. I murali dipinti di San Bartolo (27/04/2012)[69]
20. Le grotte di Naj Tunich (27/04/2012)[69]
21. Parco nazionale di Takalik Abaj (27/04/2012)[69]

#### Guinea
1. Architettura tradizionale e paesaggio culturale mandingo del Gberedou/Hamana (29/03/2001)[70]
2. Paesaggio culturale dei monti Nimba (29/03/2001)[70]
3. Strada dello schiavo in Africa, segmento da Timbo al Rio Pongo (29/03/2001)[70]

#### Guinea-Bissau
1. Riserva della biofera dell'Arcipelago delle Bijagos (13/10/2006)[71]

#### Guyana
1. Cattedrale anglicana di Saint George (15/11/1995)[72]
2. Fort Zeelandia (incluso l'edificio della Court of Policy) (15/11/1995)[72]
3. Municipio di Georgetown (15/11/1995)[72]
4. Shell Beach (Almond Beach), costa dell'Essequibo (15/11/1995)[72]
5. Struttura ed edifici storici della Piantagione di Georgetown (28/01/2005)[72]

### H

#### Haiti
1. Centro storico di Jacmel (21/09/2004)[73]

#### Honduras
1. Riserva della biosfera del Río Plátano (01/02/2019)[74]
2. Città minerarie dell'Honduras centrale e meridionale: Santa Lucía, Cedros, Ojojona-Guazucarán, San Antonio de Oriente, Tegucigalpa, Yuscarán, El Corpus (11/06/2021)[74]
3. Fortezza di San Fernando de Omoa (11/06/2021)[74]
4. Riparo-caverna di El Gigante (11/06/2021)[74]

### I

#### India
1. Antico sito buddista, Sarnath, Varanasi, Uttar Pradesh (03/07/1998)[75]
2. Gruppo di monumenti a Mandu, Madhya Pradesh (03/07/1998)[75]
3. Palazzo di Mattancherry, Ernakulam, Kerala (03/07/1998)[75]
4. Templi a Bishnupur, Bengala Occidentale (03/07/1998)[75]
5. Sri Harimandir Sahib, Amritsar, Punjab (05/01/2004)[75]
6. Isola fluviale di Majuli nel corso principale del fiume Brahmaputra in Assam (02/03/2004)[75]
7. Parco nazionale di Namdapha (15/03/2006)[75]
8. Santuario dell'asino selvatico, Piccolo Rann di Kutch (15/03/2006)[75]
9. Parco nazionale di Desert (26/05/2009)[75]
10. Parco nazionale di Neora Valley (26/05/2009)[75]
11. Santiniketan (20/01/2010)[75]
12. Siti della Via della seta in India (20/01/2010)[75]
13. I monumenti dei Qutb Shahi di Hyderabad: Forte di Golconda, Tombe dei Qutb Shahi, Charminar (10/09/2010)[75]
14. Giardini moghul in Kashmir (13/12/2010)[75]
15. Delhi, una città patrimonio (22/05/2012)[75]
16. Casa di culto Bahá'í a Nuova Delhi (15/04/2014)[75]
17. Cellular Jail, Isole Andamane (15/04/2014)[75]
18. Chettinad, gruppi di villaggi dei mercanti tamil (15/04/2014)[75]
19. Complessi sacri dell'Impero Hoysala (15/04/2014)[75]
20. Ekamra Kshetra - la città-tempio, Bhubaneswar (15/04/2014)[75]
21. Ferrovie di montagna dell'India (estensione) (15/04/2014)[75]
22. Gruppi iconici di tessiture di sari dell'India (15/04/2014)[75]
23. Isola di Narcondam (15/04/2014)[75]
24. Lago Chilika (15/04/2014)[75]
25. L'insediamento neolitico di Burzahom (15/04/2014)[75]
26. I Moidam - il sistema di tumuli sepolcrali della dinastia Ahom (15/04/2014)[75]
27. Monumenti della città-isola di Shrirangapattana (15/04/2014)[75]
28. Monumenti e forti del Sultanato del Deccan (15/04/2014)[75]
29. Paesaggio culturale degli Apatani (15/04/2014)[75]
30. Palazzo di Padmanabhapuram (15/04/2014)[75]
31. Resti archeologici di una città portuale harappana, Lothal (15/04/2014)[75]
32. Siti della satyagraha, movimento di liberazione non-violenta dell'India (15/04/2014)[75]
33. Tempio di Sri Ranganathaswamy, Srirangam (15/04/2014)[75]
34. Villaggio fortificato di Thembang (15/04/2014)[75]
35. Evoluzione dell'architettura templare: Aihole-Badami-Pattadakal (09/02/2015)[75]
36. Paesaggio culturale del deserto freddo dell'India (15/04/2015)[75]
37. Siti lungo l'Uttarapath, Badshahi Sadak, Sadak-e-Azam, Grand Trunk Road (15/04/2015)[75]
38. Area di conservazione di Keibul Lamjao (11/03/2016)[75]
39. Insieme di edifici storici di Orchha (15/04/2019)[75]
40. Area di conservazione delle colline di Garo (GHCA) (26/07/2018)[75]
41. Bhedaghat-Lametaghat nella Valle di Narmada (13/04/2021)[75]
42. Sito megalitico di Hire Benkal (13/04/2021)[75]
43. Lungofiume iconico della storica città di Varanasi (13/04/2021)[75]
44. Riserva della tigre di Satpura (13/04/2021)[75]
45. Seriale presenza di elementi di architettura militare Maratha nel Maharashtra (13/04/2021)[75]
46. Templi di Kanchipuram (13/04/2021)[75]

#### Indonesia
1. Parco nazionale di Betung Kerihun (Patrimonio transfrontaliero della foresta pluviale del Borneo) (02/02/2004)[76]
2. Isole Derawan (07/02/2005)[76]
3. Isole Raja Ampat (07/02/2005)[76]
4. Parco nazionale di Bunaken (07/02/2005)[76]
5. Parco nazionale di Taka Bone Rate (07/02/2005)[76]
6. Parco nazionale di Kepulauan Wakatobi (07/02/2005)[76]
7. Complesso del tempio di Muaro Jambi (06/10/2009)[76]
8. Insediamenti tradizionali di Tana Toraja (06/10/2009)[76]
9. Siti di grotte preistoriche a Maros-Pangkep (06/10/2009)[76]
10. Sito di Bawomataluo (06/10/2009)[76]
11. Sito composito di Muara Takus (06/10/2009)[76]
12. Trowulan - antica capitale del Regno Majapahit (06/10/2009)[76]
13. Carso di Sangkulirang-Mangkalihat: area di arte rupestre preistorica (30/01/2015)[76]
14. Città vecchia di Semarang (30/01/2015)[76]
15. Il paesaggio storico e marino delle Isole Banda (30/01/2015)[76]
16. Insediamento tradizionale a Nagari Sijunjung (30/01/2015)[76]
17. La città vecchia di Giacarta (già vecchia Batavia) e quattro isole esterne (Onrust, Kelor, Cipir e Bidadari) (30/01/2015)[76]
18. Centro storico di Yogyakarta (14/03/2017)[76]
19. Kebun Raya Bogor (25/06/2018)[76]

#### Iran
1. Complesso di Firuzabad (22/05/1997)[77]
2. Complesso storico di Qasr-e Shirin (22/05/1997 e 09/08/2007)[77]
3. Moschea Jame' (congregazionale) di Esfahan (22/05/1997)[77]
4. Naqsh-e Rostam e Naqsh-e Rajab (22/05/1997)[77]
5. Susa, l'odierna Shush (22/05/1997)[77]
6. Tepe Siyalk (22/05/1997)[77]
7. Area protetta di Arasbaran (09/08/2007)[77]
8. Asse dei Ghaznavidi-Selgiuchidi in Khorasan (09/08/2007)[77]
9. Bastam e Kharghan (09/08/2007)[77]
10. Bazaar di Qaisariye a Lar (09/08/2007)[77]
11. Grotta di Ali-Sadr (09/08/2007)[77]
12. Il complesso di Izadkhast (09/08/2007)[77]
13. Il paesaggio culturale-naturale di Ramsar (09/08/2007)[77]
14. Il porto storico di Siraf (09/08/2007)[77]
15. Il villaggio storico di Abyaneh (09/08/2007)[77]
16. Isola di Qeshm (09/08/2007)[77]
17. Jiroft (09/08/2007)[77]
18. L'asse storico-culturale di Fin, Sialk, Kashan (09/08/2007)[77]
19. La città storica di Masuleh (09/08/2007)[77]
20. La città storica di Meybod (09/08/2007)[77]
21. La struttura storica di Damghan (09/08/2007)[77]
22. Monumento storico di Kangavar (09/08/2007)[77]
23. Moschea di Kabud (09/08/2007)[77]
24. Paesaggio culturale di Alamūt (09/08/2007)[77]
25. Paesaggio culturale di Tus (09/08/2007)[77]
26. Parco nazionale di Khabr e Rifugio della fauna selvatica di Ruchun (09/08/2007)[77]
27. Persepoli e altre costruzioni rilevanti (estensione) (09/08/2007)[77]
28. Sabalan (09/08/2007)[77]
29. Taq-e Bostan (09/08/2007)[77]
30. Valle di Khorramabad (09/08/2007)[77]
31. Zozan (09/08/2007)[77]
32. Kuh-e Khuaja (08/09/2007)[77]
33. Area protetta di Harra (05/02/2008)[77]
34. Damavand (05/02/2008)[77]
35. Ecbatana (05/02/2008)[77]
36. Il complesso Zand del Fars (05/02/2008)[77]
37. Il paesaggio naturale-storico di Izeh (05/02/2008)[77]
38. La collezione di ponti storici (05/02/2008)[77]
39. Lago Hāmūn (05/02/2008)[77]
40. Riserva della biosfera di Turan (05/02/2008)[77]
41. Strada della seta (nota anche come Via della seta) (05/02/2008)[77]
42. Struttura storico-culturale di Kerman (05/02/2008)[77]
43. Asbad (mulini a vento) dell'Iran (02/02/2017)[77]
44. Caravanserragli persiani (02/02/2017)[77]
45. Complesso naturale-storico della Grotta di Karaftu (02/02/2017)[77]
46. Complesso sacro dell'Imam Reza (02/02/2017)[77]
47. Cupole salifere in Iran (02/02/2017)[77]
48. La casa persiana nell'Altopiano iranico centrale (02/02/2017)[77]
49. La Grande Muraglia di Gorgan (02/02/2017)[77]
50. Patrimonio industriale della tessitura nell'Altopiano iranico centrale (02/02/2017)[77]
51. Università di Teheran (02/02/2017)[77]
52. Monastero di S. Amenaprkich (Nuova Julfa Vank) (01/02/2019)[77]
53. Via Vali-e Asr a Tehran (01/02/2019)[77]
54. Foreste ircane (sito transfrontaliero con l'Azerbaijan) (30/09/2020)[77]

#### Iraq
1. La fortezza di Al-Ukhaidir (07/07/2000)[78]
2. L'antica città di Ninive (07/07/2000)[78]
3. Nimrud (07/07/2000)[78]
4. Wasit (07/07/2000)[78]
5. Il sito di Thilkifl (21/01/2010)[78]
6. Cimitero Wadi al-Salam a Najaf (24/01/2011)[78]
7. Città di Amadiya (02/02/2011)[78]
8. Aspetti storici del fiume Tigri a Rusafa (Baghdad), che si estende dall'Università al-Mustansiriyya al Palazzo Abbaside (28/03/2014)[78]
9. Insediamento neolitico di Bestansur (20/01/2017)[78]
10. Nippur (20/02/2017)[78]
11. Antica città di Mosul (17/08/2018)[78]
12. Tempio di Lalish (15/04/2020)[78]
13. Cittadella di Kirkuk (06/04/2021)[78]

#### Irlanda
1. Antichi siti monastici medievali (08/04/2010)[79]
2. Forti di pietra medievali (08/04/2010)[79]
3. I Céide Fields e torbiere del Mayo nord-occidentale (08/04/2010)[79]
4. Il Burren (08/04/2010)[79]
5. I siti reali d'Irlanda: Cashel, Dún Ailinne, collina di Uisnech, complesso di Rathcroghan e complesso di Tara (08/04/2010)[79]
6. La città monastica di Clonmacnoise e il suo paesaggio culturale (08/04/2010)[79]
7. La città storica di Dublino (08/04/2010)[79]

#### Islanda
1. La tradizione della casa di torba (07/02/2011)[80]
2. Monumenti e siti vichinghi / Parco nazionale Þingvellir (07/02/2011)[80]
3. Mývatn e Laxá (07/02/2011)[80]
4. Parco nazionale Þingvellir (07/02/2011)[80]
5. Riserva naturale di Breiðafjörður (07/02/2011)[80]
6. Sistema vulcanico di Torfajökull / Riserva naturale di Fjallabak (15/04/2013)[80]

#### Isole Marshall
1. Il distretto storico del villaggio di Likiep (24/10/2005)[81]
2. Il panorama naturale degli atolli di Mili e Nadrikdrik (24/10/2005)[81]
3. Gli atolli settentrionali (24/10/2005)[81]

#### Israele
1. Arbel (Arbel, Nabi Shu'ayb, Corni di Hattin) (30/06/2000)[82]
2. Beit She'an (30/06/2000)[82]
3. Cesarea (30/06/2000)[82]
4. Degania e Nahalal (30/06/2000)[82]
5. Gerusalemme (estensione) (candidatura sospesa) (30/06/2000)[82][83]
6. Horvat Minnim (30/06/2000)[82]
7. I viaggi in Galilea di Gesù e degli apostoli (30/06/2000)[82]
8. Le fortezze crociate (30/06/2000)[82]
9. Mare di Galilea e i suoi siti antichi (30/06/2000)[82]
10. Monte Karkom (30/06/2000)[82]
11. Moschea bianca a Ramla (30/06/2000)[82]
12. Porta ad arco triplo a Dan e sorgenti del Giordano (30/06/2000)[82]
13. Prime sinagoghe in Galilea (30/06/2000)[82]
14. Timna (30/06/2000)[82]
15. Paese dei makhtesh (30/09/2001)[82]
16. La Great Rift Valley - vie migratorie - Hula (15/04/2004)[82]
17. Ein Kerem, un villaggio e il suo paesaggio culturale (05/02/2015)[82]
18. Lifta (Mey Naftoah) - villaggio di montagna tradizionale (05/02/2015)[82]

#### Italia
| Bene candidato                                                                               | Regione                                                                     | Tipo e criteri di selezione      | Data di presentazione | Pagina web | Annotazioni | Coordinate geografiche      | Foto |
| -------------------------------------------------------------------------------------------- | --------------------------------------------------------------------------- | -------------------------------- | --------------------- | ---------- | --- | --------------------------- | ---- |
| Arcipelago della Maddalena e isole delle bocche di Bonifacio                                 | Sardegna                                                                    | Naturale (vii)(ix)(x)            | 01/06/2006            | 2028       | | 41°13′12″N 9°23′20.4″E      |      |
| Bradisismo dell'area Flegrea                                                                 | Campania                                                                    | Naturale (vii)(viii)(x)          | 01/06/2006            | 2030       | | 40°49′37.2″N 14°08′20.4″E   |      |
| Cascata delle Marmore e Valnerina: luoghi del monachesimo e antiche bonifiche idrogeologiche | Umbria                                                                      | Culturale (i)(iv)(v)(vi)         | 01/06/2006            | 2031       | | 42°32′38.4″N 12°43′15.6″E   |      |
| La Cattolica di Stilo e i complessi basiliano-bizantini                                      | Calabria                                                                    | Culturale (ii)(iii)(iv)          | 01/06/2006            | 1150       | - La Cattolica, Stilo (RC) - Basilica di Santa Maria della Roccella, Borgia (CZ) - Monastero greco-ortodosso di San Giovanni Theristis, Bivongi (RC) - Abbazia di Santa Maria del Patire e oratorio di San Marco, Corigliano-Rossano (CS) - Chiesa di Santa Filomena e battistero, Santa Severina (KR) | 38°28′48″N 16°28′04.8″E     |      |
| Cittadella di Alessandria                                                                    | Piemonte                                                                    | Culturale (ii)(iii)(iv)          | 01/06/2006            | 5013       | | 44°55′15.6″N 8°36′14.4″E    |      |
| Giardini botanici Hanbury                                                                    | Liguria                                                                     | Culturale (ii)(iv)               | 01/06/2006            | 336        | | 43°46′58.8″N 7°33′21.6″E    |      |
| Isola dell'Asinara                                                                           | Sardegna                                                                    | Naturale (vii)(ix)(x)            | 01/06/2006            | 5002       | | 41°04′01.2″N 8°16′01.2″E    |      |
| Grotte carsiche della Puglia preistorica                                                     | Puglia                                                                      | Culturale (i)(ii)(iii)           | 01/06/2006            | 5011       | - Grotta Romanelli, Castro (LE) - Grotta delle Veneri, Parabita (LE) - Grotta dei Cervi, Otranto (LE) | 40°00′00″N 18°25′51.6″E     |      |
| Isola di Mozia e Lilibeo: la civiltà fenicio-punica in Italia                                | Sicilia                                                                     | Culturale (iii)(iv)(vi)          | 01/06/2006            | 2029       | | 37°52′12″N 12°28′08.4″E     |      |
| Orvieto                                                                                      | Umbria                                                                      | Culturale (i)(iv)(v)             | 01/06/2006            | 344        | | 42°43′01.2″N 12°06′00″E     |      |
| Pelagos: il Santuario dei Cetacei                                                            | Liguria, Sardegna, Toscana                                                  | Naturale (vii)(ix)(x)            | 01/06/2006            | 2032       | | 43°20′16.8″N 8°39′32.4″E    |      |
| Paesaggi lacustri del lago Maggiore e del lago d'Orta                                        | Piemonte, Lombardia                                                         | Culturale (ii)(vi)               | 01/06/2006            | 325        | | 45°54′18″N 8°34′58.8″E      |      |
| Salento e il «Barocco leccese»                                                               | Puglia                                                                      | Culturale (i)(iii)(iv)           | 01/06/2006            | 1149       | | 40°21′18″N 18°10′22.8″E     |      |
| Sulcis-Iglesiente                                                                            | Sardegna                                                                    | Naturale (ix)(x)                 | 01/06/2006            | 5003       | | 39°06′00″N 8°43′01.2″E      |      |
| La valle dell'Aniene e la villa Gregoriana a Tivoli                                          | Lazio                                                                       | Culturale (i)(ii)(iii)(iv)       | 01/06/2006            | 5008       | | 41°57′57.6″N 12°48′03.6″E   |      |
| I bacini marmiferi di Carrara                                                                | Toscana                                                                     | Misto (ii)(vi)(vii)(viii)(ix)(x) | 01/06/2006            | 5004       | | 44°04′58.8″N 10°06′00″E     |      |
| Le Murge di Altamura                                                                         | Puglia                                                                      | Misto (iii)(vii)(viii)           | 01/06/2006            | 5009       | | 40°52′58.8″N 16°46′01.2″E   |      |
| La transumanza: i Regi tratturi                                                              | Abruzzo, Molise, Campania, Puglia                                           | Misto (ii)(iii)(x)               | 01/06/2006            | 5005       | | 41°28′58.8″N 14°28′01.2″E   |      |
| Ville della nobiltà pontificia nel Lazio                                                     | Lazio                                                                       | Culturale (i)(ii)(iii)(iv)       | 01/06/2006            | 351        | - Palazzo Farnese, Caprarola (VT) - Villa Lante di Bagnaia, Viterbo - Parco dei Mostri, Bomarzo (VT) - Villa Giustiniani Odescalchi, Bassano Romano (VT) - Villa Mondragone e Villa Parisi, Monte Porzio Catone (RM) - Villa Falconieri, Villa Tuscolana, Villa Aldobrandini, Villa Lancellotti, Villa Sora e Villa Torlonia, Frascati (RM) - Villa Grazioli e Villa Muti, Grottaferrata (RM) - Palazzo Chigi, Ariccia (RM) | 42°19′44.4″N 12°14′13.2″E   |      |
| Volterra: città storica e paesaggio culturale                                                | Toscana                                                                     | Culturale (iv)(v)                | 01/06/2006            | 5006       | | 43°24′00″N 10°51′57.6″E     |      |
| Massiccio del Monte Bianco                                                                   | Valle d'Aosta                                                               | Naturale (vii)(viii)(ix)(x)      | 30/01/2008            | 5265       | Sito transfrontaliero con Francia e Svizzera | 45°49′58.8″N 6°51′50.4″E    |      |
| Il paesaggio culturale degli insediamenti benedettini nell'Italia medievale                  | Campania, Lazio, Lombardia, Marche, Molise, Piemonte.                       | Misto (iii)(vii)(viii)           | 18/03/2016            | 6107       | - Monastero di San Benedetto e monastero di Santa Scolastica, Subiaco (RM) - Abbazia di Montecassino, Cassino (FR) - Abbazia di San Vincenzo al Volturno, Castel San Vincenzo (IS) - Abbazia di San Pietro al Monte, Civate (LC) - Sacra di San Michele, Sant'Ambrogio di Torino (TO) - Abbazia di San Vittore alle Chiuse, Genga (AN) - Abbazia di Sant'Angelo in Formis, Capua (CE) - Abbazia di Farfa, Fara in Sabina (RI) |                             |      |
| Il paesaggio culturale di Civita di Bagnoregio                                               | Lazio                                                                       | Misto (iii)(vii)(viii)           | 31/01/2017            | 6182       | | 42°37′40.08″N 12°06′47.52″E |      |
| Le Alpi del Mediterraneo                                                                     | Liguria, Piemonte                                                           | Naturale (viii)(ix)(x)           | 31/01/2017            | 6181       | Sito transfrontaliero con Francia e Monaco | 44°10′01.2″N 7°04′58.8″E    |      |
| Via Francigena d'Italia                                                                      | Valle d'Aosta, Piemonte, Lombardia, Emilia-Romagna, Liguria, Toscana, Lazio | Misto (iii)(vii)(viii)           | 31/01/2019            | 6382       | |                             |      |
| Biodiversità marina dei siti dell'Eocene in Val d'Alpone                                     | Veneto                                                                      | Naturale (viii)                  | 21/05/2021            | 6539       | |                             |      |
| Teatri storici delle Marche                                                                  | Marche                                                                      | Culturale (ii)(iii)(vi)          | 15/11/2021            | 6556       | |                             |      |
| Monumenti nuragici della Sardegna                                                            | Sardegna                                                                    | Culturale (ii)(iii)(v)           | 15/11/2021            | 6557       | - Tomba dei giganti di Coddu Vecchiu, Arzachena (SS) - Nuraghe Maiori, Tempio Pausania (SS) - Pozzo sacro di Predio Canopoli, Perfugas (SS) - Complesso nuragico di Palmavera, Alghero (SS) - Complesso nuragico di Romanzesu, Bitti (NU) - Nuraghe Santu Antine, Torralba (SS) - Nuraghe Appiu, Villanova Monteleone (SS) - Fonte sacra Su Tempiesu, Orune (NU) - Complesso nuragico di Serra Orrios, Dorgali (NU) - Nuraghe Orolo, Bortigali (NU) - Complesso nuragico Sa Sedda 'e Sos Carros, Oliena (SS) - Nuraghe Losa, Abbasanta (OR) - Tomba dei giganti di Madau, Fonni (NU) - Santuario nuragico di Santa Cristina, Paulilatino (OR) - Complesso nuragico di S'Arcu 'e Is Forros, Villagrande Strisaili (NU) - Monte Prama, Cabras (OR) - Nuraghe Is Paras, Isili (SU) - Tempio di Domu de Orgia, Esterzili (SU) - Su Nuraxi e Casa Zapata, Barumini (SU) - Santuario nuragico di Santa Vittoria, Serri (SU) - Tomba dei giganti di Sa Domu 'e S'Orcu, Siddi (SU) - Nuraghe Arrubiu, Orroli (SU) - Nuraghe Cuccurada, Mogoro (OR) - Nuraghe Genna Maria, Villanovaforru (SU) - Nuraghe Su Mulinu, Villanovafranca (SU) - Pozzo sacro di Sant'Anastasia, Sardara (SU) - Pozzo sacro di Funtana Coberta, Ballao (SU) - Complesso nuragico di Seruci, Gonnesa (SU) - Tomba dei giganti di Is Concias, Quartucciu (CA) - Nuraghe Diana, Quartu Sant'Elena (CA) - Nuraghe Arresi, Sant'Anna Arresi (SU) |                             |      |
| Il sistema delle case-fattoria nel Chianti classico                                          | Toscana                                                                     | Culturale (ii)(iii)(v)           | 24/04/2023            | 6654/      | |                             |      |

### K

#### Kazakistan
1. Il sito archeologico delle oasi di Otrar (24/09/1998)[84]
2. I tumuli con costruzioni in pietra della cultura Tasmola (24/09/1998)[84]
3. Panorama culturale di Ulytau (24/09/1998)[84]
4. I mausolei megalitici della cultura Begazy-Dandybai (24/09/1998)[84]
5. I siti paleolitici e la geomorfologia della catena montuosa del Karatau (24/09/1998)[84]
6. Petroglifi di Arpa-Uzen (24/09/1998)[84]
7. Petroglifi di Eshkiolmes (24/09/1998)[84]
8. Il santuario turco di Merke (24/09/1998)[84]
9. Riserva naturale statale di Aksu-Zhabagly (06/02/2002)[84]
10. Il Tian Shan settentrionale (parco nazionale di Ile-Alatau) (06/02/2002)[84]
11. Parco naturale nazionale Altyn-Emel (06/02/2002)[84]
12. Via della seta (03/05/2012)[84]
13. Sito dei petroglifi di Sauyskankyk (XVIII a.C. - III d.C.) (10/06/2016)[84]
14. I freddi deserti invernali del Tūrān (07/01/2021)[84]

#### Kenya
1. La città vecchia di Mombasa (26/06/1997)[85]
2. La riserva nazionale del lago Bogoria (16/08/1999)[85]
3. Il lago Naivasha (16/08/1999)[85]
4. Il parco nazionale del lago Nakuru (16/08/1999)[85]
5. I monti Aberdare (12/02/2010)[85]
6. La Great rift valley africana - Il parco nazionale di Hell’s Gate (12/02/2010)[85]
7. La Great rift valley africana - Il sito preistorico di Olorgesailie (12/02/2010)[85]
8. La Great rift valley africana - La riserva faunistica di Maasai Mara (12/02/2010)[85]
9. La Great rift valley africana - Il sistema d'irrigazione a caduta, scavato nella roccia, dei Marakwet (12/02/2010)[85]
10. La Great rift valley - il sistema dei laghi kenioti (12/02/2010)[85]
11. L'arco orientale delle foreste costiere (la foresta di Arabuko-Sokoke e la riserva nazionale di Shimba Hills) (12/02/2010)[85]
12. La città storica di Gedi (12/02/2010)[85]
13. La foresta di Kakemega (12/02/2010)[85]
14. L'area di conservazione di Meru (12/02/2010)[85]
15. Il complesso dell'isola di Mfangano-Rusinga (12/02/2010)[85]
16. Il complesso del delta del Tana (fiume) e delle sue foreste (12/02/2010)[85]
17. I parchi nazionali di Tsavo e il complesso delle Chyulu Hills (12/02/2010)[85]

#### Kirghizistan
1. I petroglifi di Saimaly-Tash (29/01/2001)[86]
2. Siti della Via della seta in Kirghizistan (19/02/2010)[86]

#### Kuwait
1. Area di Sa'ad e Sae'ed nell'isola di Failaka (27/02/2013)[87]
2. Abraj Al-Kuwait (12/06/2014)[87]
3. Palazzo dello sceicco Abdullah Al-Jabir (24/02/2015)[87]
4. Isola di Bubiyan e Riserva marina di Mubarak Al-Kabir (MAKMR) (17/05/2017)[87]

### L

#### Laos
1. Il Pha That Luang di Vientiane (il grande reliquiario) (25/03/1992)[88]
2. Area protetta nazionale di Hin Nam No (14/10/2019)[88]

#### Lesotho
1. Monumento nazionale di Thaba Bosiu (08/10/2008)[89]

#### Lettonia
1. Meandri della Daugava superiore (18/04/2011)[90]
2. Complesso archeologico di Grobiņa (22/05/2017)[90]
3. Città vecchia di Kuldīga nella valle primordiale del fiume Venta (28/02/2020)[90]
4. Complesso del Palazzo di Rundāle con giardino e parco forestale (22/06/2021)[90]

#### Libano
1. Il centro storico della città di Batroun (11/07/2019)[91]
2. L'insieme di monumenti storici e siti naturali del villaggio di Menjez (11/07/2019)[91]
3. Sito archeologico di Nahr al-Kalb (11/07/2019)[91]
4. Il centro storico di Saida (11/07/2019)[91]
5. Antica città di Tripoli (11/07/2019)[91]
6. La fiera internazionale Rachid Karameh a Tripoli (Libano) (07/11/2019)[91]
7. Promontori di Ras al-Qalaat, di Ras Al Natour e di Ras el-Mlelih (11/07/2019)[91]
8. Il tempio di Echmoun (11/07/2019)[91]
9. Sacro Monte Hermon e monumenti culturali associati (11/07/2019)[91]
10. Castelli del monte Amel: Qala'at ash-Shqif (castello di Beaufort), Qala'at Tibnīn (castello di Toron), Qala'at Shakra (castello di Dubieh), Qala'at Deir Kifa (castello di Maron), Burj al-Naqura (torre di Naqura) (11/07/2019)[91]

#### Liberia
1. Riserva naturale integrale del Monte Nimba (estensione) (30/03/2017)[92]
2. Isola di Providence (30/03/2017)[92]

#### Libia
1. Sito archeologico di Ghirza (20/07/2020)[93]
2. Grotta di Haua Fteah (20/07/2020)[93]
3. Sito archeologico di Tolemaide (20/07/2020)[93]

#### Lituania
1. Il parco nazionale storico di Trakai (28/07/2003)[94]
2. Kaunas 1919-1939: la capitale ispirata dal Movimento Moderno (10/01/2017)[94]

### M

#### Madagascar
1. Madagascar sud-occidentale, paese dei Mahafaly (14/11/1997)[95]
2. Le foreste secche di Andrefana (14/03/2008)[95]
3. Riserva speciale di Anjanaharibe-Sud (estensione delle foreste umide di Atsinanana) (14/03/2008)[95]
4. La città alta di Antananarivo (02/02/2016)[95]
5. Antico sito industriale di Mantasoa (15/02/2018)[95]
6. Chiesa cattolica di Ambodifotatra de Sainte Marie (15/02/2018)[95]
7. Nosy Lonjo d’Antsiranana (15/02/2018)[95]
8. NOSYnakà (Sahamalaza, Nosy Hara, Nosy Tanikely, Lokobe, Ambodivahibe, Ankarea, Ankivonjy) (15/02/2018)[95]

#### Malawi
1. La riserva della biosfera del Massiccio di Mulanje (17/05/2000)[96]
2. Parco nazionale di Nyika (17/05/2000)[96]
3. Area umida del Lago Chilwa (01/02/2011)[96]
4. Khulubvi e santuari associati della pioggia sacra di Mbona (01/02/2011)[96]
5. Riserva faunistica di Vwaza Marsh (01/02/2011)[96]
6. Strade degli schiavi del Malawi e percorso di David Livingstone (01/02/2011)[96]

#### Maldive
1. Moschee di pietra corallina delle Maldive (19/02/2013)[97]

#### Malaysia
1. Parco nazionale della Malesia peninsulare (Taman Negara) (05/06/2014)[98]
2. Cresta di quarzo di Gombak Selangor (23/02/2017)[98]
3. Parco forestale del FRIM di Selangor (23/02/2017)[98]
4. Parco statale di Royal Belum (23/02/2017)[98]
5. Sungai Buloh Leprosarium (12/02/2019)[98]
6. Il patrimonio archeologico del complesso di grotte del Parco nazionale di Niah nello stato di Sarawak (22/01/2021)[98]

#### Mali
1. Riserva della biosfera di Boucle du Baoulé (08/09/1999)[99]
2. Es-souk (08/09/1999)[99]
3. La grande moschea del venerdì di Niono (19/03/2009)[99]
4. Il Tarakoko di Sikasso (detta la Tata di Sikasso) (19/03/2009)[99]
5. La città storica di Hamdallahi (19/03/2009)[99]
6. Il forte di Médine (19/03/2009)[99]
7. La moschea di Komoguel (19/03/2009)[99]
8. La Riserva di biodiversità del Parco del Bafing-Makana (07/09/2016)[99]
9. La Riserva naturale del Lago Magui (07/09/2016)[99]
10. La Riserva della biodiversità degli elefanti del Gourma (31/08/2017)[99]
11. Il Bacino del fiume Niger (dalla soglia di Markala al lago Débo) (31/08/2017)[99]
12. Cattedrale di Bamako (19/09/2017)[99]
13. La chiesa di Mandiakuy (19/09/2017)[99]
14. Siti storici e paesaggi culturali del Manden (08/01/2018)[99]
15. La moschea di Kankou Moussa, Gao (06/05/2021)[99]

#### Malta
1. La cittadella fortificata di Gozo (19/05/1998)[100]
2. Le scogliere della costa maltese (19/05/1998)[100]
3. Le fortificazioni dei cavalieri attorno al porto di Malta (19/05/1998)[100]
4. Il complesso delle catacombe di Malta (19/05/1998)[100]
5. La città vecchia di Mdina (19/05/1998)[100]
6. Il sito di Qawra/Dwejra (19/05/1998)[100]
7. Le fortificazioni della linea Victoria (Victoria Lines) (19/05/1998)[100]

#### Marocco
1. Città di Lixus (01/07/1995)[101]
2. El Gour (01/07/1995)[101]
3. La grotta di Taforalt (01/07/1995)[101]
4. La moschea di Tinmel (01/07/1995)[101]
5. Moulay Idriss Zerhoun (01/07/1995)[101]
6. Taza e la grande moschea (01/07/1995)[101]
7. Area naturale di Dragonnier Ajgal (12/10/1998)[101]
8. Laguna di Khenifiss (12/10/1998)[101]
9. Parco naturale di Talassemtane (12/10/1998)[101]
10. Parco nazionale di Dakhla (12/10/1998)[101]
11. Oasi di Figuig (30/05/2011)[101]
12. Casablanca, città del XX secolo, incrocio d'influenze (27/11/2013)[101]
13. La corona di oasi di Tighmert, regione pre-sahariana dell'Uadi Noun (22/07/2016)[101]

#### Mauritania
1. Il paesaggio culturale di Azougui (14/06/2001)[102]
2. Il sito archeologico di Kumbi Saleh (14/06/2001)[102]
3. Il sito archeologico di Tegdaoust (14/06/2001)[102]

#### Mauritius
1. Parco nazionale Black river George (17/05/2006)[103]

#### Messico
1. La riserva naturale, la collina ed il castello di Chapultepec (20/11/2001)[104]
2. La chiesa di Santa Prisca e i suoi dintorni (20/11/2001)[104]
3. La casa museo di Diego Rivera e Frida Kahlo (20/11/2001)[104]
4. La città di Chicomostoc-La quemada (20/11/2001)[104]
5. La città storica di Alamos (20/11/2001)[104]
6. La città storica di San Sebastián del Oeste (20/11/2001)[104]
7. La città preispanica di Cantona (20/11/2001)[104]
8. La valle delle candele (06/12/2004)[104]
9. La riserva della biosfera di Banco Chinchorro (06/12/2004)[104]
10. L'area di protezione di flora e fauna di Cuatrociénegas (06/12/2004)[104]
11. Il sito archeologico di Tecoaque (06/12/2004)[104]
12. La città reale delle undicimila vergini di Cosalá, Sinaloa (06/12/2004)[104]
13. La strada Huichol attraverso i siti sacri per Huiricuta (Tatehuari Huajuye) (06/12/2004)[104]
14. La regione di Lacan-Tún, Usumacinta (06/12/2004)[104]
15. La città di Cuetzalan e il suo panorama storico, culturale e naturale (27/09/2006)[104]
16. L'ecoregione di Los Petenes-Ría Celestún (15/10/2008)[104]
17. La città storica di Izamal, continuità Maya in una città storica (15/10/2008)[104]
18. L'area naturale di Las Pozas, Xilitla (30/11/2009)[104]
19. Il sito del canyon del fiume La Venta chiamato El Arco del Tiempo del Río La Venta (06/10/2010)[104]
20. Sito archeologico di Las Labradas, Sinaloa (07/12/2012)[104]
21. Anello di cenote del Cratere di Chicxulub, Yucatán (11/12/2012)[104]

#### Micronesia
1. Sito regionale delle monete in pietra Yapese (29/12/2004)[105]

#### Moldavia
1. I tipici suoli crernozem della steppa di Balti (19/09/2011)[106]
2. Paesaggio archeologico di Orheiul Vechi (22/02/2017)[106]

#### Monaco
1. Le Alpi del Mediterraneo (Sito transfrontaliero con  Francia e  Italia) (26/01/2017)[107]

#### Mongolia
1. Alture dell'Altaj mongolo (19/12/2014)[108]
2. Complessi di incisioni rupestri nel Gobi mongolo (19/12/2014)[108]
3. Monastero di Amarbayasgalant ed il suo paesaggio culturale circostante (19/12/2014)[108]
4. Monastero di Baldan Bereeven e i suoi dintorni sacri (19/12/2014)[108]
5. Montagna sacra di Binder e i siti del suo patrimonio culturale associato (19/12/2014)[108]
6. Monumenti di "pietre dei cervi", il cuore della cultura dell'età del bronzo (19/12/2014)[108]
7. Paesaggi desertici del grande Gobi mongolo (19/12/2014)[108]
8. Siti di fossili di dinosauri del cretaceo nel Gobi mongolo (19/12/2014)[108]
9. Siti funerari dell'élite Xiongnu (19/12/2014)[108]
10. Sito archeologico presso Khuduu Aral e paesaggio culturale circostante (19/12/2014)[108]
11. Steppe mongole orientali (19/12/2014)[108]
12. Montagne sacre della Mongolia (23/11/2015)[108]

#### Montenegro
1. Città vecchia di Antivari (06/07/2010)[109]
2. Doclea (06/07/2010)[109]
3. Nucleo storico di Cettigne (06/07/2010)[109]
4. Parco nazionale Biogradska gora (09/11/2010)[109]
5. Città vecchia di Dulcigno (28/02/2018)[109]
6. Foreste primordiali dei faggi dei Carpazi e di altre regioni d'Europa - estensione (28/02/2018, 31/01/2019)[109]

#### Mozambico
1. Manyikeni e Chibuene (15/09/1997)[110]
2. Area marina protetta di Ponta de Ouro (20/08/2008)[110]
3. Catena dei Monti Vumba (20/08/2008)[110]
4. L'arcipelago delle Quirimbas (20/08/2008)[110]

### P

#### Palau
1. Tet el Bad; sarcofago (26/04/2004)

#### Polonia
1. Danzica; città della memoria e della libertà (04/11/2005)
2. Parco nazionale di Białowieża - estensione, modificazione (20/03/2006)
3. Il Canale di Augustów (Kanał Augustowski) (20/03/2006)
4. Le gole del fiume Dunajec nei monti Pieniny (20/03/2006)
5. Le cave di sale reali di Wieliczka e Bochnia - estensione delle Miniera di sale di Wieliczka (29/01/2010)
6. Le chiese di legno della regione dei Carpazi in Polonia e Ucraina (29/01/2010)

#### Portogallo
1. Algar do Carvão, Azzorre (06/11/1996)
2. Parco naturale di Arrábida (26/11/2004)
3. Furnas do Enxofre (06/11/1996)
4. Centro storico di Santarém (06/11/1996)
5. La città di Marvão e le montagne circostanti (05/06/2000)
6. Ilhas Selvagens (Isole selvagge) (31/07/2002)
7. L'università di Coimbra (26/11/2004)
8. Foresta di Buçaco dei Carmelitani scalzi (26/11/2004)
9. Fortificazioni di Elvas (26/11/2004)
10. Palazzo Nazionale di Mafra, convento (l'escorial del Portogallo) e tenuta di caccia (26/11/2004)
11. La costa sud-occidentale (26/11/2004)
12. Baixa pombalina di Lisbona (07/12/2004)
13. Impronte di dinosauri (a Serra de Aire, Vale de Meios e Pedra da Mua) (31/01/2008)
14. Santuario del Bom Jesus do Monte, Braga

### R

#### Regno Unito
1. Cantiere navale di Chatham (21/06/1999)
2. Caverne Fountain (21/06/1999)
3. Down House ed Environs: casa e posto di lavoro di Charles Darwin (21/06/1999)
4. Il Flow Country (21/06/1999)
5. Il Forth Bridge (21/06/1999)
6. L'estuario The Wash e la costa nord di Norfolk (21/06/1999)
7. La grande ferrovia occidentele: Paddington-Bristol (21/06/1999)
8. Lake District (03/01/1996)
9. Manchester e Salford (21/06/1999)
10. Montagne Cairngorm (21/06/1999)
11. Monte Stewart Gardens (21/06/1999)
12. New Forest (21/06/1999)
13. Rocce di Gibilterra (03/01/1996)
14. Siti monastici di Monkwearmouth e Jarrow (21/06/1999)
15. Stratford - luogo di nascita di Shakespeare (21/06/1999)

#### Rep. Ceca
1. Città di pietra del Český ráj (Paradiso boemo) (19/01/2001)[111]
2. La rete delle peschiere nel bacino di Třeboň (19/01/2001)[111]
3. Mulino della carta a Velké Losiny (19/01/2001)[111]
4. Case rinascimentali a Slavonice (19/01/2001)[111]
5. Estensione del sito del patrimonio mondiale "Centro storico di Praga" con gli importanti monumenti nei suoi dintorni (06/07/2001)[111]
6. Siti della Grande Moravia: insediamento fortificato slavo a Mikulčice - chiesa di santa Margherita a Kopčany (06/07/2001)[111]
7. Le sculture di pietra di Betlém presso Kuks (06/07/2001)[111]
8. La fortezza di Terezín (06/07/2001)[111]
9. I complessi industriali a Ostrava (06/07/2001)[111]
10. Il castello di Karlštejn (06/07/2001)[111]
11. Le terme a Luhačovice (06/07/2001)[111]
12. Paesaggio culturale dell'azienda agricola a Kladruby nad Labem (29/05/2007)[111]
13. L'albergo sulla vetta e l'antenna della televisione di Ještěd (29/05/2007)[111]
14. Žatec - la città del luppolo (29/05/2007)[111]
15. Il triangolo delle terme della Boemia occidentale (25/06/2008)[111]
16. Paesaggio culturale minerario dei Monti Metalliferi (Erzgebirge) (24/02/2012)[111]
17. L'architettura umanistica senza tempo di Jože Plečnik a Lubiana e a Praga (15/01/2015)[111]

#### Rep. Centrafricana
1. I megaliti di Bouar (11/04/2006)
2. Il Tata (palazzo fortificato) del Sultano Sénoussi, le grotte di Kaga-Kpoungouvou, la città di Ndélé (11/04/2006)
3. I siti paleo-metallurgici di Bangui (11/04/2006)
4. I graffiti rupestri di Lengo (11/04/2006)
5. Le vestigia del treno di Zinga (11/04/2006)
6. La Riserva integrale della Mbaéré-Bondingué (11/04/2006)
7. Le cascate della Mbi (11/04/2006)
8. La collina e la pianura, la riviera Oubangui e il patrimonio coloniale della città di Bangui (11/04/2006)
9. La foresta e gli accampamenti residenziali pigmei AKA della Repubblica Centrafricana (11/04/2006)

#### Rep. del Congo
1. Antico porto d'imbarco degli schiavi di Loango (12/06/2008)[112]
2. Territorio reale di Mbé (12/06/2008)[112]
3. Parco nazionale di Conkouati-Douli (12/06/2008)[112]
4. Parco nazionale d'Odzala-Kokoua (12/06/2008)[112]

#### Romania
1. Foresta secolare di Codrul (01/03/1991)
2. Le chiese bizantine e post-bizantine di Curtea de Argeș (01/03/1991)
3. L'antica chiesa di Densuș (01/03/1991)
4. Chiesa dei Tre Gerarchi di Iași (01/03/1991)
5. Il complesso monumentale di Târgu Jiu (01/03/1991)
6. Il complesso rupestre di Basarabi (01/03/1991)
7. Il monastero di Neamț (01/03/1991)
8. Centro storico di Alba Iulia (01/03/1991)
9. Les "coules" de Petite Valachie (01/03/1991)
10. Il massiccio del Retezat (01/03/1991)
11. Le montagne di Rodna; la cima Pietrosul Rodnei (01/03/1991)
12. Il sito paleontologico di Sinpetru (01/03/1991)
13. Il centro storico di Sibiu e il complesso delle tre piazze (29/06/2004)
14. Il Castello Hunyad di Hunedoara (22/01/2010)

#### Russia
1. Riserva storica e culturale dell'Assa e di Džejrach (15/05/1996)
2. Ospizio del conte Šeremetev a Mosca (15/05/1996)
3. Arcipelago di Valaam (15/05/1996)
4. Parco nazionale di Vodlozero (15/05/1996)
5. Complesso storico-architettonico di Bolğar (31/08/1998)
6. Complesso degli edifici dell'ex città di Svijažsk (31/08/1998)
7. Centro storico di Irkutsk (30/09/1998)
8. Cattedrale di Cristo Salvatore a Mosca (09/10/1998)
9. Cremlino di Rostov Velikij (22/10/1998)
10. Ponte ferroviario sul fiume Enisej (20/07/2000)
11. Centro storico di Enisejsk (20/07/2000)
12. Chiesa di Dmitrij sul Sangue a Uglič (23/02/2001)
13. Grande Pskov (25/01/2002)
14. Incisioni rupestri di Sikači-Aljan (31/01/2003)
15. Riserva naturale Daurskij (07/02/2005)
16. Isole del Commodoro (07/02/2005)
17. Riserva naturale di Magadan (07/02/2005)
18. Parco nazionale dei Pilastri di Krasnojarsk (06/03/2007)
19. Paludi di Vasjugan (06/03/2007)
20. Complesso del Cremlino di Astrachan' (28/04/2008)
21. Monti Il'menskij (11/08/2008)
22. Sito archeologico di Tanais (24/02/2009)
23. Cremlini russi (Astrachan', Pskov e Uglič) (29/01/2010)
24. Parco e complesso architettonico della tenuta di Izmajlovo (21/04/2011)
25. Urali baschiri (30/01/2012)

### S

#### Serbia
1. Đavolja varoš (18/03/2002)

#### Slovenia
1. Carso classico (09/12/1994)
2. Ospedale partigiano Franja (16/06/2000)
3. Colline di Fuzina presso Bohinj (09/12/1994)

#### Stati Uniti
1. Costruzioni di Frank Lloyd Wright (30/01/2008)
2. Costruzioni di Thomas Jefferson (30/01/2008)
3. Effigi preistoriche del Great Serpent Mound (30/01/2008)
4. Lavori di sterro cerimoniali degli Hopewell (Hopewell Ceremonial Earthworks) (30/01/2008)
5. Missioni francescane di San Antonio (30/01/2008)
6. Mount Vernon (30/01/2008)
7. Monumento nazionale White Sands (30/01/2008)
8. Petrified Forest National Park (30/01/2008)
9. Rifugo Nazionale di Animali e piante selvatiche di Okefenokee (30/01/2008)
10. Santuario marino della Fagatele Bay - isole Samoa (30/01/2008)
11. Sito storico del Poverty Point State (30/01/2008)
12. Siti del movimento dei diritti civili (30/01/2008)
13. Siti dell'aviazione Dayton (30/01/2008)

### T

#### Tagikistan
1. Il chiostro buddista di Ajina-Tepa (09/11/1999)
2. Il mausoleo di Amir Khamza Khasti Podshoh (09/11/1999)
3. Il mausoleo di Hodja Nashron (09/11/1999)
4. Il mausoleo di Khoja Mashkhad (09/11/1999)
5. Il mausoleo di Mukhammad Bashoro (09/11/1999)
6. Il palazzo del governatore di Khulbuk (09/11/1999)
7. Il sito dell'antica città di Baitudasht IV (09/11/1999)
8. Il sito dell'antica città di Pyanjekent (09/11/1999)
9. Il sito dell'antica città di Shahristan (Kahkakha) (09/11/1999)
10. Il sito dell'antica città di Takhti-Sangin (09/11/1999)
11. Il Parco Nazionale del Tajikistan (26/01/2006)
12. La riserva di stato di Dashti Djum (04/04/2006)
13. La riserva naturale di Tigrovaya Balka (04/04/2006)
14. Zakaznik Kusavlisay (la riserva naturale, botanica, di Kusavlisay) (04/04/2006)
15. La riserva di stato di Zorkul (04/04/2006)
16. I monti Fann (04/04/2006)

#### Thailandia
1. Monumenti, siti e paesaggio culturale di Chiang Mai, capitale di Lanna (09/02/2015)
2. Phimai, la sua strada culturale e i templi associati di Phanomroong e Muangtam (01/04/2004)
3. Phra That Phanom, gli edifici storici correlati e il paesaggio associato, nella provincia di Nakhon Phanom (02/02/2017)
4. Il Parco storico di Phu Phrabat, nella provincia di Udon Thani (01/04/2004)
5. Il Wat Phra Mahathat Woramahawihan di Nakhon Si Thammarat (28/08/2012)

#### Turchia
1. Centro storico di Efeso (01/02/1994)
2. Caverne di Karain (01/02/1994)
3. Monastero di Alahan (25/02/2000)
4. Alanya (25/02/2000)
5. Antichi insediamenti urbani e rurali d'epoca ottomana di Bursa e Cumalıkızık (25/02/2000)
6. Parco nazionale del monte Güllük a Termessos (25/02/2000)
7. Le città di Harran e Şanlıurfa (25/02/2000)
8. Il palazzo di Ishak Pasha (25/02/2000)
9. Paesaggio culturale e naturale dell'area di Kekova (25/02/2000)
10. Konya, capitale della civiltà selgiuchide (25/02/2000)
11. Il paesaggio culturale di Mardin (25/02/2000)
12. Caravanserragli selgiuchidi sulla strada tra Denizli e Doğubeyazıt (25/02/2000)
13. La chiesa di San Nicola dell'antica Myra (25/02/2000)
14. La chiesa di San Paolo, il pozzo di San Paolo e i quartieri storici dell'antica Tarso (25/02/2000)
15. Il Monastero di Sumela (25/02/2000)
16. La cittadella e le mura di Diyarbakır (25/02/2000)
17. Le tombe di Akhlat, la cittadella ottomana e urartea (25/02/2000)
18. Le antiche città della civiltà Licia (06/02/2009)
19. Sito archeologico di Perga (06/02/2009)
20. Sito archeologico di Sagalassos (06/02/2009)
21. Il sito neolitico di Çatalhöyük (06/02/2009)
22. La città di Bergama (15/04/2011)
23. La Moschea Eşrefoğlu a Beyşehir (15/04/2011)
24. La chiesa di San Pietro ad Hatay (15/04/2011)

#### Turkmenistan
1. La città storica di Dehistan/Mishrian (25/02/1998)
2. La riserva naturale di Amudarya (16/03/2009)
3. La riserva naturale di Badhyz (16/03/2009)
4. Le caverne e i dinosauri di Köýtendag (16/03/2009)
5. La riverva naturale di Hazar (16/03/2009)
6. La biosfera della riserva naturale del deserto di Repetek (16/03/2009)
7. La riserva naturale di Syunt Hasardag (16/03/2009)

### U

#### Ucraina
1. Centro storico di Černihiv (13/09/1989)
2. Paesaggio culturale della gola di Kam"janec'-Podil's'kyj (13/09/1989)
3. Riserva nazionale biosferica della steppa di Askanija-Nova (13/09/1989)
4. Tomba di Taras Ševčenko e Museo storico-naturale di Stato (13/09/1989)
5. Parco dendrologico di Sofiïvka (20/06/2000)
6. Palazzo dei Khan di Crimea a Bachčysaraj (07/07/2003)
7. Sito archeologico della "Tomba di Pietra" (11/08/2006)
8. Complesso dei monumenti della fortezza di Sudak (12/03/2007)
9. Osservatorio astronomico di Mykolaïv (12/03/2007)
10. Osservatori astronomici dell'Ucraina (30/01/2008)
11. Centro storico dell'orto cittadino di Odessa (18/01/2008)
12. Chiesa di Sant'Andrea e monastero di San Cirillo (estensione di "Kiev: Cattedrale di Santa Sofia e relative costruzioni monastiche, monastero di Pečerska Lavra") (26/01/2009)
13. Stazioni commerciali e fortificazioni sulle rotte mercantili genovesi. Dal Mediterraneo al Mar Nero (16/09/2010)
14. Dintorni storici della capitale dei Khan di Crimea a Bachčysaraj (24/09/2012)
15. Paesaggio culturale delle "città grotta" della Gotia crimeana (24/09/2012)

#### Uzbekistan
1. Complesso (mausoleo) di Sheikh Mukhtar-Vali (01/06/1996)
2. Diga di Khanbandi (01/06/1996)
3. Mausoleo di Ak Astana-baba (01/06/1996)
4. Diga di Abdulkhan Bandi (18/01/2008)
5. Sito archeologico dell'antica Ahsiket (18/01/2008)
6. Sito archeologico dell'antica città di Pap (18/01/2008)
7. Sito archeologico dell'antica città di Termiz (18/01/2008)
8. La città di Andijon (18/01/2008)
9. Mausoleo di Arab-Ata (18/01/2008)
10. Complesso architetturale di Bahoutdin (18/01/2008)
11. Il territorio di Boysun (18/01/2008)
12. Mausoleo di Chashma-Ayub (18/01/2008)
13. Complesso (memoriale) di Chor-Bakr (18/01/2008)
14. I castelli nel deserto dell'antica Khorezm (18/01/2008)
15. Monti Gissar (o Hisar o Hisor) (18/01/2008)
16. Centro storico di Kokand (18/01/2008)
17. Sito archeologico dell'antica città di Kanka (18/01/2008)
18. Khazarasp (18/01/2008)
19. Minareto di Vobkent (18/01/2008)
20. Mausoleo di Mir-Sayid Bakhrom (18/01/2008)
21. Catena montuosa del Tian Shan occidentale; riserva della biosfera di Chatkal (patriomonio interstatale) (18/01/2008)
22. Poykent (18/01/2008)
23. Caravanserraglio di Rabati Malik (18/01/2008)
24. Sito di arte rupestre di Sarmishsay (18/01/2008)
25. Shahruhiya (18/01/2008)
26. La foresta di Shohimardon (18/01/2008)
27. Pitture rupestri di Siypantosh (18/01/2008)
28. Varakhasha (18/01/2008)
29. Monti Zaamin; comprendente la riserva naturale di Zaamin e il parco nazionale di Zaamin (18/01/2008)
30. Pitture rupestri di Zarautsoy (18/01/2008)
31. Le navi nel deserto dei Moynaq (06/01/2010)
32. La cupola timuride di Tamerlano presso Shahrisabz (06/01/2010)